# Красный фламинго
Кра́сный флами́нго (лат. Phoenicopterus ruber) — вид птиц из семейства фламинговых. Красный фламинго является самым крупным и ярким представителем семейства: в тёмно-розовый цвет окрашены голова, шея и грудь. Клюв также красновато-розовый, на конце — чёрный; на розовых ногах выделяются красные суставы. Самцы, как правило, выше и тяжелее самок. Красный фламинго обитает на побережьях Карибского моря, в солоноватых лагунах и озёрах. Может осуществлять кочёвки в поисках пищи и ежедневно преодолевать большие расстояния от гнездовий к местам пропитания. Рацион красного фламинго довольно разнообразен, включает ракообразных, моллюсков, насекомых, семена растений, синезелёные и диатомовые водоросли; ранее вид ошибочно относили к монофагам, питающимся исключительно моллюсками из рода Cerithium. На илистых отмелях или островах птицы образуют большие колонии, в которых строят конусообразные гнёзда из грязи и откладывают одно яйцо. Малочисленная изолированная популяция красного фламинго обитает на Галапагосских островах; эти птицы характеризуются меньшими размерами тела и яиц.
Вид был описан шведским натуралистом Карлом Линнеем в десятом издании «Системы природы» в 1758 году. Международный союз охраны природы относит красного фламинго к видам, вызывающим наименьшие опасения. Согласно классификации Международного союза орнитологов, вид относится к роду фламинго, включающему также розового и чилийского фламинго.

## Описание

### Общие сведения
Красный фламинго — крупная птица высотой 120—145 см и массой 2,1—4,1 кг. В среднем масса самцов — 3,12 кг, самок — 2,67 кг. Ян Рут (Jan Rooth) в ходе исследований на острове Бонайре в 1959—1960 годах зафиксировал заметно бо́льшие размеры: высота самцов составила до 177 см, самок — до 153 см.
Как правило, самцы выше и тяжелее самок, разница может достигать 20 %. Специалисты зоопарков Детройта и Милуоки предложили определять пол красного фламинго по длине крыла, цевки и среднего пальца ноги: согласно их исследованиям, диапазоны значений этих показателей (заданные стандартными отклонениями) у разных полов не пересекаются. Размеры красных фламинго с Атлантического океана и с Галапагосских островов существенно различаются. Кроме того, у них по-разному выражен половой диморфизм. Самцы красного фламинго к востоку от материка обладают более длинной цевкой, хвостом и более широким клювом по сравнению с галапагосскими особями. У самок различия преимущественно выражены в длине цевки.
Размах крыльев красного фламинго составляет 140—165 см. В зоопарках Детройта и Милуоки длина крыла самцов в среднем составляет 453 мм, самок — 420 мм. Несколько меньшие показатели зафиксированы в работах американских учёных Роберта Риджуэя 1896 года и Эдварда Уинслоу Гиффорда 1913 года, голландского учёного Яна Рута 1965 года. В них длина крыла самца не превышает 421 мм, самки — 401 мм, у птиц с Галапагосских островов — 413 мм и 384 мм соответственно. При этом Рут отдельно отмечал длину крыла от плеча, которая составляла у исследованных им птиц до 740 мм у самцов и до 600 мм у самок.
Роберт Портер Аллен привёл описание красного фламинго, данное английским мореплавателем Уильямом Дампиром в 1697 году: «Когда множество их [птиц] стоит вместе … будучи на расстоянии полумили от человека, они выглядят как кирпичная стена; их перья имеют цвет свежего красного кирпича» (англ. When many of them are standing together … being half a mile distant from man, they appear to him like a brick wall; their feathers being of the colour of a new red brick). Оперение красного фламинго наиболее насыщенное среди всех представителей семейства, иногда тёмно-розового цвета. Голова, шея и грудь окрашены сильнее. Верхняя часть крыла красноватая, нижняя и кончик крыла — чёрные. Такое оперение позволяет легко опознавать птиц в полёте, в неподвижной позе на земле эти особенности обычно не заметны. Самыми длинными являются первое и второе первостепенные маховые перья, внутренние второстепенные маховые перья также очень длинные. Потревоженные или возбуждённые птицы могут поднимать лопаточные перья, обычно выкрашенные в красновато-розовый цвет и свисающие вдоль боков и над хвостом. Взрослое оперение птицы приобретают в возрасте около трёх лет, до этого перья фламинго окрашены в серо-коричневый цвет с некоторыми вкраплениями розового на крыльях и хвосте. Ноги и клюв молодых птиц преимущественно коричневые.
Все представители семейства фламинговых обладают сильно изогнутым массивным клювом. В месте его перегиба у красного фламинго угол достигает 50 °, при этом надклювье плоское, а подклювье, напротив, массивное. Кончик клюва красного фламинго чёрный, в средней части клюв оранжевого цвета, а у основания — жёлтый сверху и красный снизу. Радужка глаза светло-жёлтая. У карибского красного фламинго длина клюва не превышает 131,3 мм у самцов и 120 мм у самок. У галапагосского этот показатель составляет 125 мм и 120 мм соответственно. Согласно исследованиям Пенелопы Дженкин (Penelope Margaret Jenkin), опубликованным в 1957 году, полная длина клюва красного фламинго по прямой составляет 121—122 мм, а длина от точки перегиба до кончика клюва — 70 мм. Помимо стандартных показателей, Риджуэй измерял глубину клюва и максимальную ширину.
На розовых ногах красного фламинго выделяются красные суставы. Длина цевки у самцов в дикой природе не превышает 350 мм, среднего пальца — 100 мм, у самок — 300 мм и 90 мм соответственно; у галапагосских птиц — 308 мм и 86 мм у самцов, 264 мм и 78 мм — у самок. В зоопарках Детройта и Милуоки длина цевки у самцов составила в среднем 359 мм, у самок — 308 мм, среднего пальца — 99 мм и 90 мм соответственно.
Красные фламинго Нового Света заметно крупнее розовых фламинго Старого Света, масса самцов которых в среднем составляет 2,6 кг, самок — 2,2 кг. В ранних исследованиях размеры красного и розового фламинго считались либо сопоставимыми, либо розовые фламинго считались крупнее красных. Вместе с тем Аллен отмечал, что у красных фламинго самая длинная среди всех фламинговых цевка. По сравнению с розовым фламинго красный отличается более тёмным, а не розовато-белым, оперением головы, шеи и тела. Клюв красного фламинго розовато-красный, а не полностью розовый, а конец клюва обильнее окрашен в чёрный. Размеры клюва по меньшей мере пересекаются с таковыми у розового фламинго.

Внешний вид красного фламинго
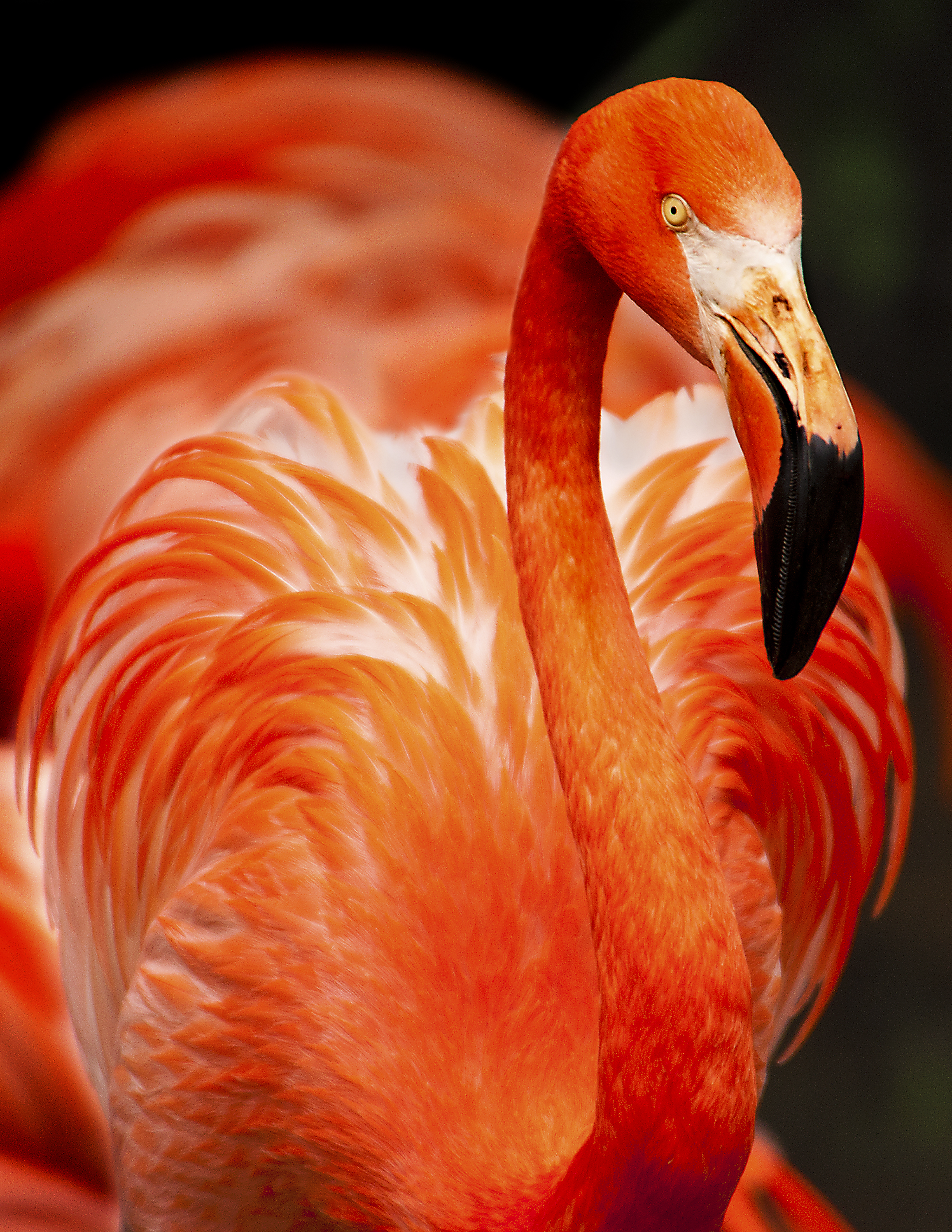
Оперение головы, шеи и тела
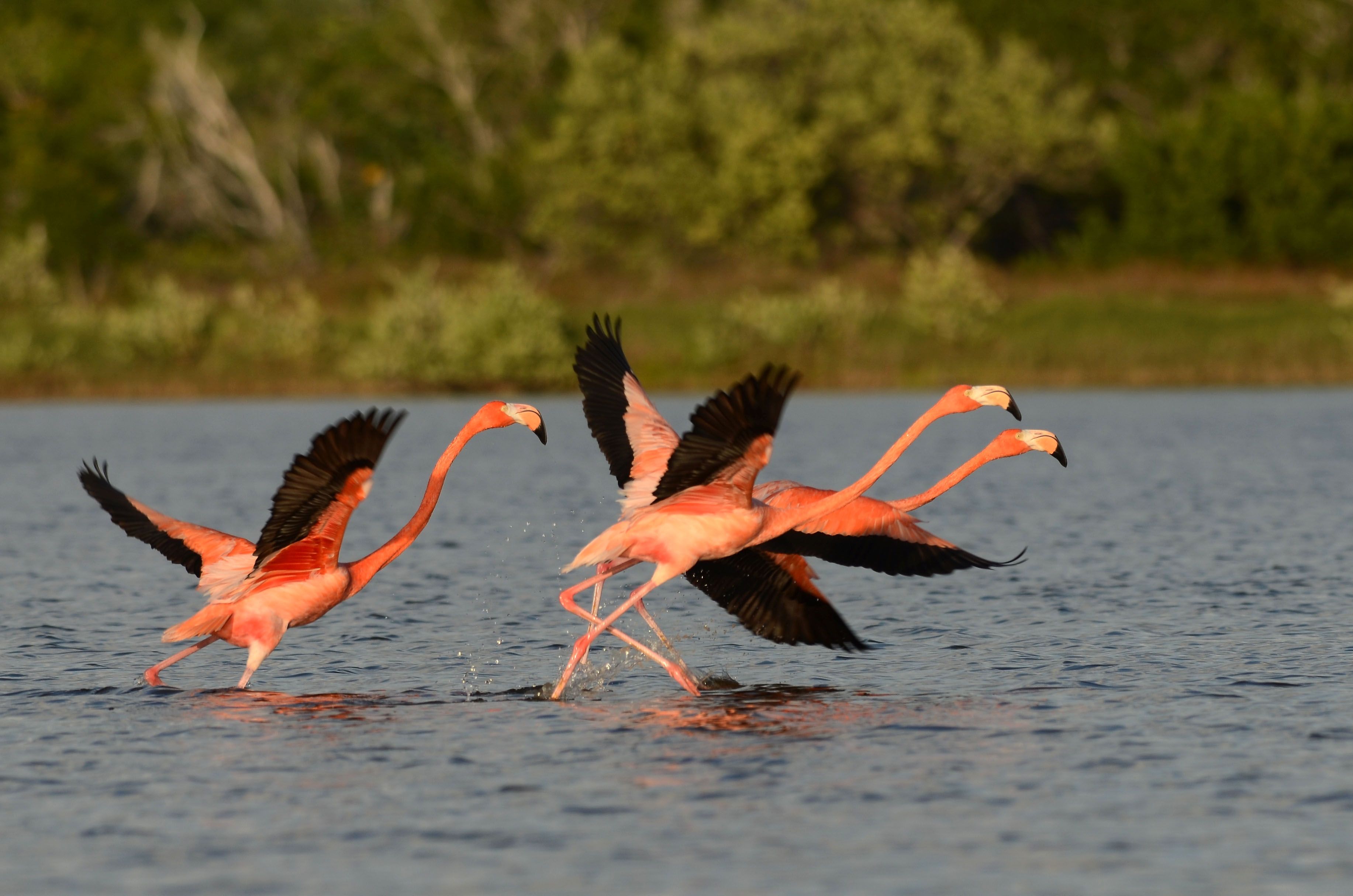
Чёрные крылья
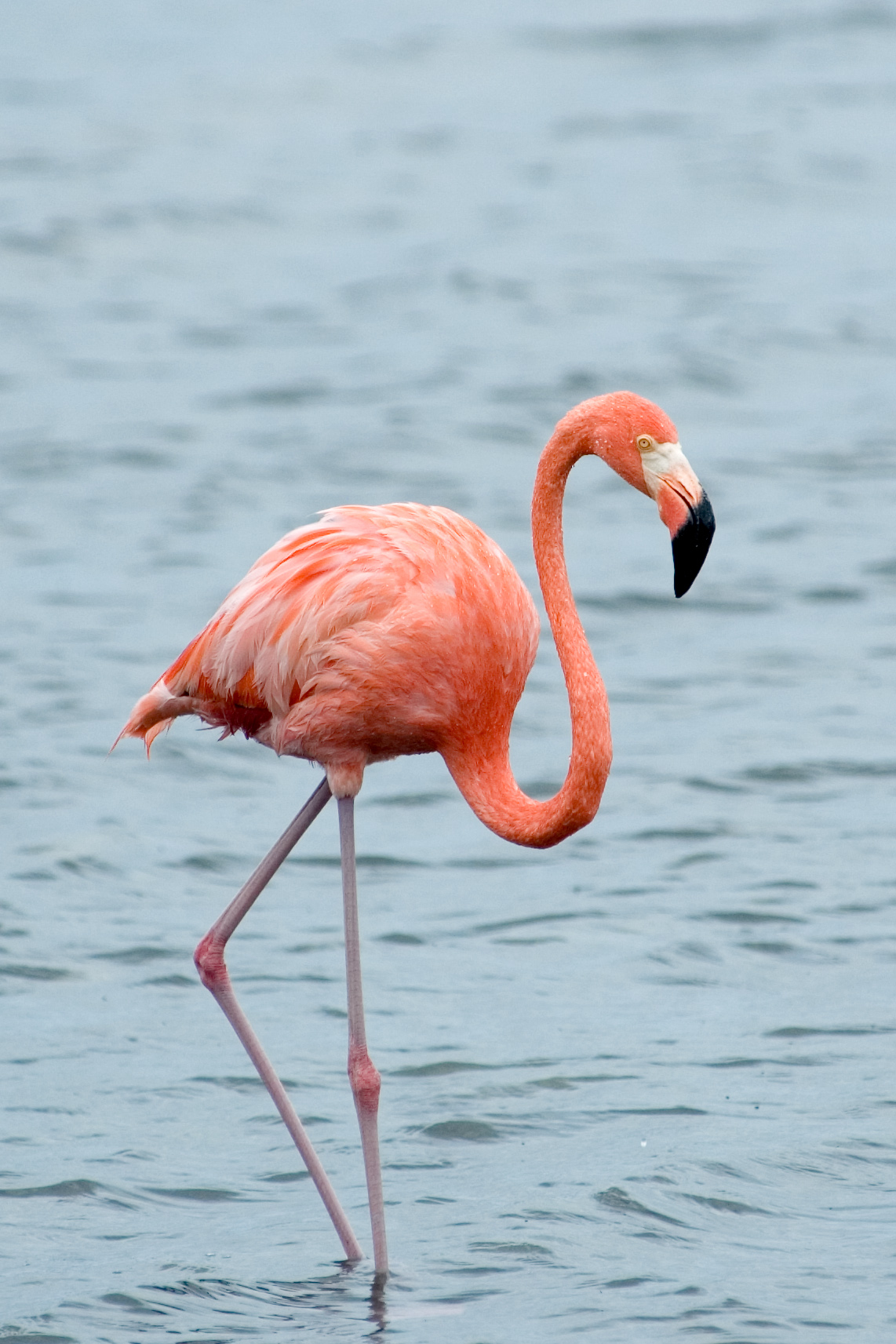
Длинные светло-розовые ноги с красными суставами
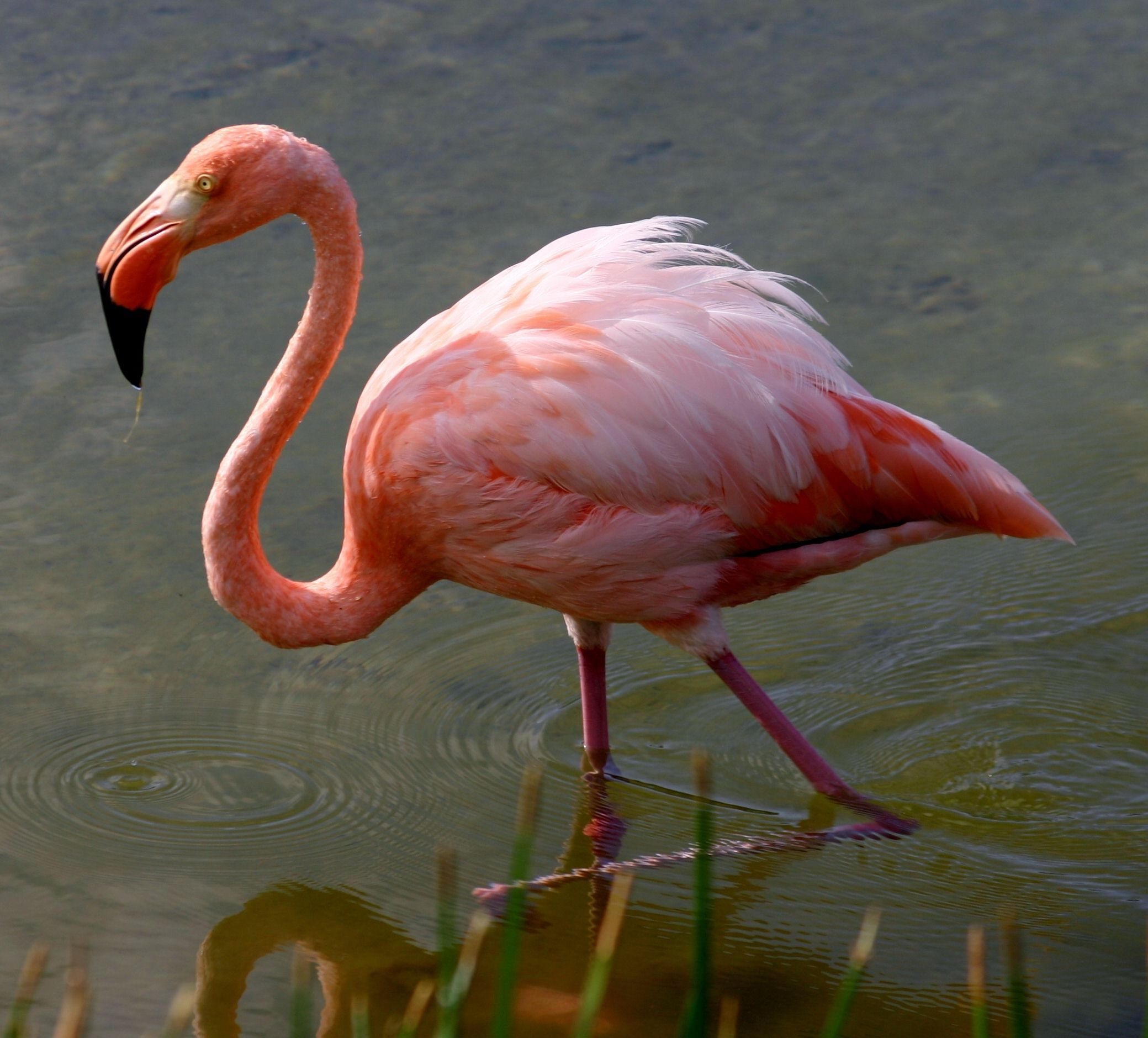
Красный фламинго на Галапагосских островах

### Оперение и линька
Яркая окраска оперения фламинго обусловлена каротиноидами, получаемыми вместе с кормом. По оценкам учёных, до 0,1 % сухого веса корма фламинговых составляют пигменты, которые наиболее эффективно метаболизируются у описываемого вида. Основным пигментом у всех фламинговых является кантаксантин, который быстро разрушается на свету. В условиях искусственного содержания, если птиц не кормить содержащими пигменты продуктами, то их перья быстро теряют яркий окрас, становясь полностью белыми. То же происходит и с перьями, выпавшими во время линьки. В спирте красный цвет перьев теряется в считанные минуты. Такая нестойкость окраски в своё время могла спасти этих птиц от истребления.
Линька у всех представителей семейства очень нерегулярна. Предположительно, в данном случае она связана с размножением, которое не привязано к конкретному времени года. Различные группы перьев красного фламинго сменяются по разным циклам от одного до трёх раз в течение года. Таким образом, смена перьев может проходить непрерывно с начала предбрачной линьки до завершения послебрачной.
Красные фламинго сбрасывают одновременно все полётные перья и на некоторое время теряют способность к полёту; линька проходит 6—8 недель, из которых около трёх недель птицы не могут летать. Аналогичная утрата способности летать отмечалась также у розового и малого фламинго (Phoeniconaias minor). На полуострове Юкатан учёные не регистрировали птиц, не способных летать, а на острове Куба была отмечена стая нелетающих красных фламинго, состоящая из двух тысяч особей. В августе 1857 года Густав Вюрдеманн (Gustavus Würdemann) наблюдал во Флориде колонию из более 500 фламинго, около сотни птиц которой были отловлены. Современные исследователи связывают эту поимку с неспособностью птиц летать из-за линьки. В Одюбонском зоопарке Нового Орлеана птицы теряли полётные перья за 3—4 дня; также одновременно, но не обязательно вместе с маховыми перьями, выпадали кроющие маховых перьев с обеих сторон крыла.
Время предбрачной линьки обычно совпадает с началом брачных ритуалов, которые у птиц в зоопарке Нового Орлеана синхронизированы и происходят в декабре — январе. За ней происходит частичная смена контурных перьев, которая начинается от основания клюва и проходит вниз по всей длине шеи. В верхней части ног и около ануса появляются фиолетовые перья, которые пропадают после сезона размножения. Некоторые перья плеча и кроющие первостепенных маховых перьев также сменяются в декабре или январе, остальные — в марте или апреле. С начала августа и по конец сентября проходит послебрачная линька, которая включает почти полную замену контурных перьев. Исключение могут составлять лишь некоторые перья на плечах.
Белое оперение взрослых птиц обычно свидетельствует о том, что они занимались кормлением птенца во время цикла линьки. При этом клюв также теряет свой розовый окрас, который возвращается во время предбрачной линьки. Кроющие перья под крылом и длинные кроющие первостепенных маховых перьев сменяются по другому циклу и могут оставаться яркими, даже если птица потеряла свой цвет во время кормления. Возможно, они сменяются раз в два года.

### Поведение и вокализация
Исследования распределения времени красного фламинго проводились в дельте реки Селестун в Мексике. С октября по январь взрослые птицы в основном проводят время в поисках пищи (42,2—68,7 %), чистке перьев (16,0—21,9 %) и за отдыхом (4,5—22,4 %). В феврале птицы начинают устраивать брачные представления, на которые тратят 20,8 % дневного времени, занимаясь 19,1 % времени поиском пищи, 17,5 % — чисткой перьев, 17,7 % — отдыхом. Молодые птицы тратят на питание меньше времени, чем взрослые, при этом они также существенно снижают это время в феврале, но тратят его преимущественно на отдых, часто собираясь в отдельные от взрослых птиц стаи. В марте в дельте Селестуна ещё остаётся довольно большое количество птиц, в остальные месяцы число особей, по оценкам местных рыбаков, составляет 500—2000.
Фламинговые — довольно шумные птицы, которые производят много разных звуков. Вокализация красного фламинго похожа на гусиную. Самки, как правило, издают более чистые звуки, а самцы — чаще повторяющиеся. В репертуаре красного фламинго около десяти различных сигналов тревоги. В полёте и на земле птицы могут издавать позывки «ka-hank» или «ka-rrak», варьируя тональность от носовых звуков до хриплого лая. В колониях птицы издают низкий сигнал «kok-kok-kok…» или носовой «nyaah», создавая таким образом постоянный шум.

## Распространение

### Ареал и среда обитания
Красный фламинго — единственный вид фламинговых, ареал которого не пересекается с ареалами других представителей семейства. Этот вид обитает на Атлантическом побережье и островах Центральной Америки, в прибрежных водах Карибского моря, включая северные части полуострова Юкатан, южную оконечность Флориды и северное побережье Южной Америки. Площадь непосредственного ареала (англ. extent of occurence) составляет около 5 090 000 км². Международный союз охраны природы относит к нему в первую очередь прибрежные области таких стран, как Багамские Острова, Куба, Доминиканская Республика, Эквадор, Гаити, Мексика, Венесуэла. Птицы также встречаются на Арубе, Бонайре, Синт-Эстатиусе и Сабе, в Бразилии, Колумбии, Гвиане, Гайане, на Ямайке, в Суринаме, Тринидаде и Тобаго, США, а также в Теркс и Кайкос. Крайне редко птиц отмечали на Британских Виргинских Островах, Ангилье, Барбадосе, в Белизе, на Бермудских Островах, в Канаде, на Каймановых островах, в Гваделупе, Гондурасе, Пуэрто-Рико, Сент-Китс и Невис, на Сент-Люсии, Американских Виргинских Островах, Антигуа и Барбуде. Небольшая популяция обитает на Галапагосских островах в Тихом океане.
Гнездовой ареал красного фламинго преимущественно расположен между 18° с. ш. и 27° с. ш., включая побережье полуострова Юкатан и Южной Америки от Колумбии до Гвианы, Ямайку. Вне сезона размножения область распространения смещается на юг от 22° с. ш. до 2° ю. ш., затрагивая дельту Амазонки; исключение составляют птицы во Флориде и на полуострове Юкатан. В XIX веке самая северная отметка красного фламинго была расположена на 33° 30’ с. ш. Птиц редко отмечают в Пуэрто-Рико и на Малых Антильских островах, кроме небольшой гнездовой колонии на Доминике. Красный фламинго преимущественно обитает на уровне моря, не поднимаясь высоко в горы, как другие виды фламинго.
Основной средой обитания красного фламинго являются солоноватые лагуны и солёные озёра, птицы часто остаются на морском побережье. В дельте реки Селестун, площадь которой составляет 60 тысяч гектар, в том числе 10 тысяч гектар открытой воды, произрастают ризофора мангле (Rhizophora mangle), лагункулярия кистевидная (Laguncularia racemosa), авиценния блестящая (Avicennia germinans), конокарпус прямой (Conocarpus erectus). Схожая растительность наблюдается в лагуне Риа-Лагартос. В окрестностях солёной лагуны Пелкермир (Pelkermeer) на острове Бонайре произрастают кусты конокарпуса, такие травы, как Cyperus planifolius, Cyperus fuligineus, Fimbristylis ferruginea, Sporobolus pyramidatus, а также сезувиум портулаковидный (Sesuvium portulacastrum), Batis matitima. Среди подводной растительности в дельте реки Селестун доминирует руппия морская (Ruppia maritima), а в лагуне Риа-Лагартос, помимо неё, Thalassia testudinum, Halodule wrightii.
Красный фламинго не ведёт полностью оседлый образ жизни и может много перемещаться в пределах ареала. В частности, отмечено, что после размножения в северных колониях птицы откочёвывают на юг. Птицы могут перемещаться между южным и северным побережьем Кубы, пересекать Флоридский пролив. Хорошо заметно перемещение красного фламинго на полуострове Юкатан, когда с приходом первых весенних дождей птицы перемещаются с Риа-Лагартос на 260 км на восток в дельту Селестуна. Обратная миграция в первую очередь связана со способностью подросших птенцов к перелёту. Птицы могут мигрировать между Багамскими Островами, Кубой, Гаити и Ямайкой, а также от побережья Венесуэлы к острову Бонайре. Последние Аллен рассматривал как сезонные миграции, утверждая, что птицы прибывают на остров в апреле — мае и покидают его в сентябре — октябре с началом сезона дождей. В 1966—2000 годы на Кубе было выловлено 22 птицы, окольцованные на Багамских Островах, и пять птиц — на полуострове Юкатан в Мексике. Окольцованных на полуострове Юкатан птиц отмечали на Каймановых Островах, на Кубе, в Техасе и Флориде. Есть сообщения об ежедневном перелёте птиц в поисках пищи от гнездовой колонии на острове Бонайре до побережья Венесуэлы на расстояние около 90 км в одну сторону. По некоторым наблюдениям, красный фламинго может лететь со скоростью 40 км в час. Вместе с тем многие птицы в Инагуа не мигрируют вовсе.
Учитывая миграционные пути, Аллен делил популяцию красного фламинго на несколько групп: птицы с Багамских Островов, Кубы, Гаити и Ямайки, птицы полуострова Юкатан, птицы Венесуэлы и соседних островов, обособленная популяция Галапагосских островов. Небольшая популяция красного фламинго на Галапагосских островах полностью оседлая. Возможно, из прилетевших на Галапагосские острова птиц никто не мог вернуться назад из-за сильного юго-восточного ветра, небольших размеров колонии, смертности в пути и сильной конкуренции на континенте, что только усугубилось оседлым поведением на самом архипелаге.

### Численность и охранный статус
Международный союз охраны природы относит красного фламинго к видам, вызывающим наименьшие опасения. Численность постоянно растёт, а количество взрослых птиц оценивается в 260—330 тысяч особей. Вместе с тем в начале XX века, возможно, птицы были на грани исчезновения, поскольку их в большом количестве убивали ради мяса и красивых перьев. По оценкам учёных, количество гнездовых колоний снизилось с 30 в 1900-е до четырёх в 1950-е годы. По оценкам Рута, в 1952 году численность красного фламинго составляла 30 тысяч особей, при этом основные колонии были в Инагуа и на полуострове Юкатан. В 1990-е годы численность птиц в четырёх основных колониях оценивалась в 80—90 тысяч особей. По оценкам начала XXI века, на Багамских Островах и на Кубе обитает 129—217 тысяч особей, в Мексике — 40 тысяч, на южном побережье Карибского моря — 50 тысяч, на Галапагосских островах — менее 500.
Основную опасность для красного фламинго представляет потеря среды обитания, а также непосредственное присутствие людей, в том числе посещение колоний и охота на птиц. Вместе с тем принимаемые меры по контролю уровня воды и её солёности в некоторых местах позволили фламинго расселиться в них повторно. В 1880-е годы красные фламинго обитали во Флориде, однако к концу XIX века птицы исчезли с территории США. С 1931 года предпринимались попытки разведения красного фламинго в парке в Хайалиа во Флориде, куда в разное время с острова Куба привезли около 350 особей. В 1956 году в нём обитало около 750 особей, из которых около 150 могли перемещаться свободно и часто отмечались за пределами парка. В 2010-е годы фламинго несколько лет подряд наблюдали в Эверглейдс. Наблюдателям удалось установить, что две из отмечаемых птиц были окольцованы на полуострове Юкатан.
Во второй половине XX века общая численность стала расти. На полуострове Юкатан количество особей выросло с 6 тысяч в 1954 году до 27 тысяч в 1998 году, в Венесуэле — с 18 тысяч в 1970-е годы до 37 тысяч в 1996 году. В 1987 году, после перерыва продолжительностью 35 лет, фламинго начали гнездиться в материковой части Венесуэлы. В 2008 году было отмечено первое с 1977 года гнездование на острове Гаити. На полуострове Юкатан фламинго устраивают гнездовые колонии в лагуне Риа-Лагартос на северном побережье, а зимуют в основном в дельте реки Селестун на западном побережье. 5 январе 1987 года в доступной для исследований северной части дельты учёные наблюдали около 20 тысяч особей. На Гаити птицы встречаются на озере Энрикильо, где обитает 300—600 особей, на другом соседнем озере, где отмечено около 100 птиц, во множестве лагун на полуострове Бараона, где постоянно регистрируют 200—440, а иногда и до двух тысяч птиц. Изредка на остров прилетают птицы с Кубы или Багамских Островов.

Места обитания красного фламинго
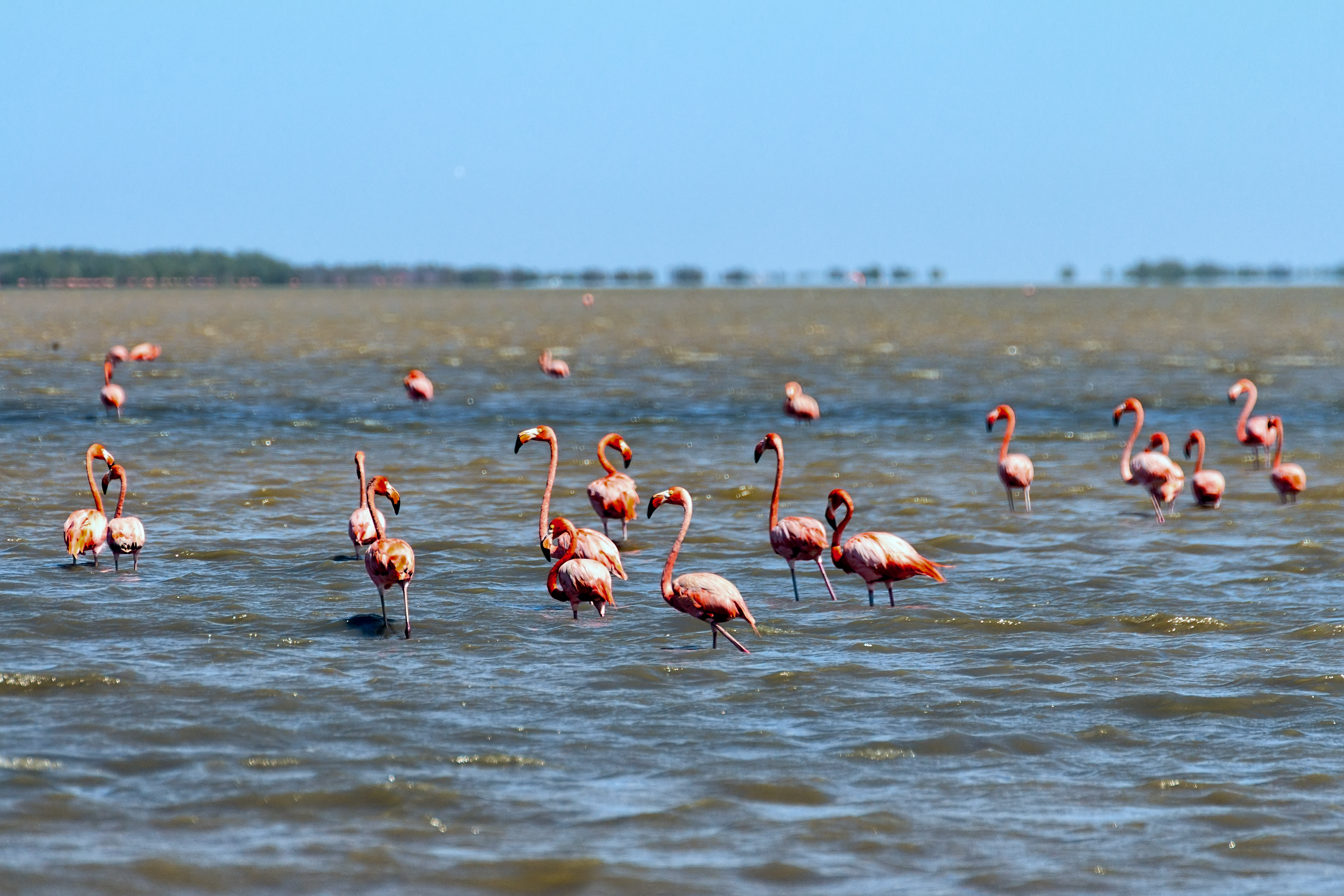
Близ Каракаса в Венесуэле
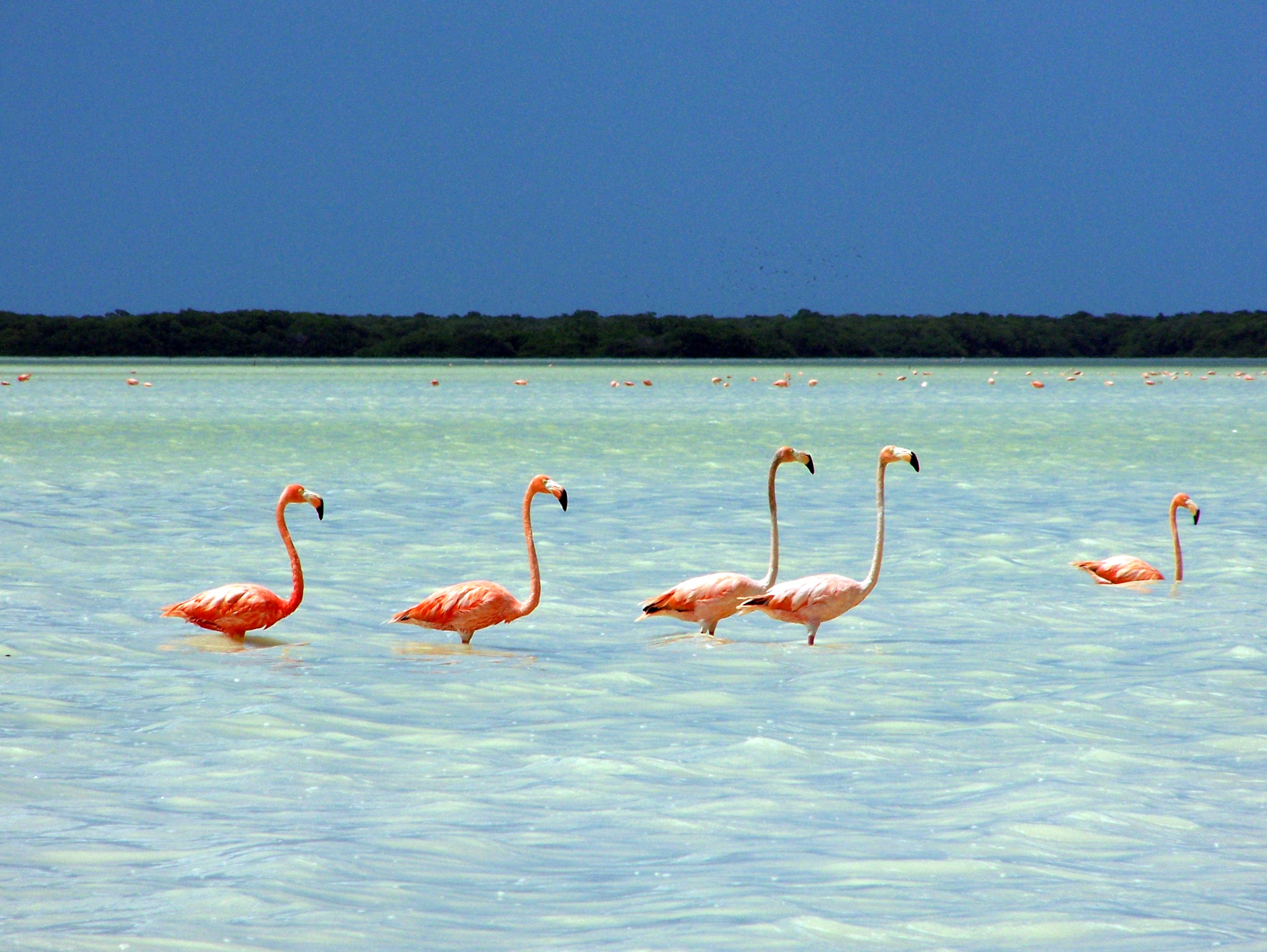
Дельта реки Селестун в Мексике
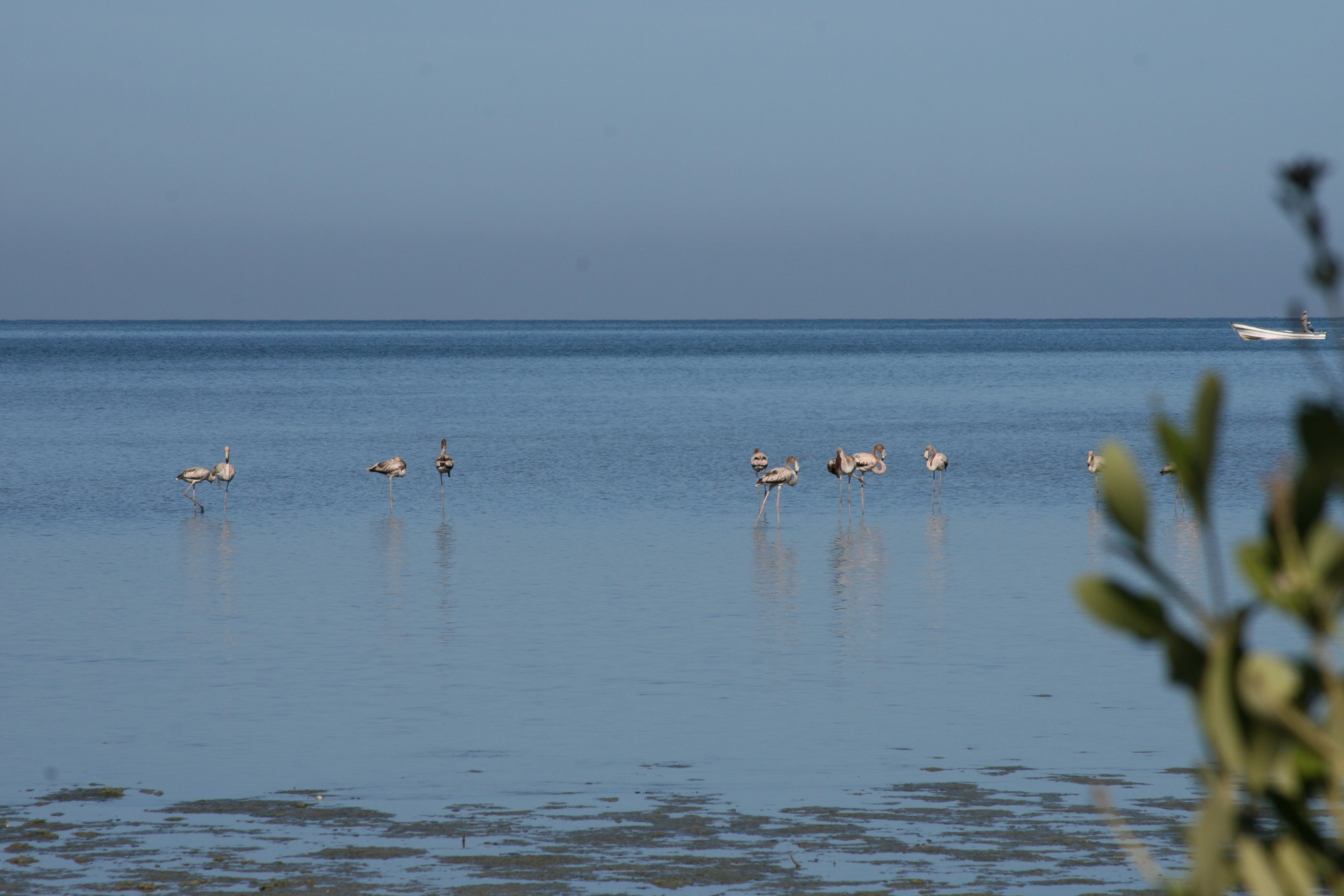
Залив Монте-Кристи в Доминиканской Республике
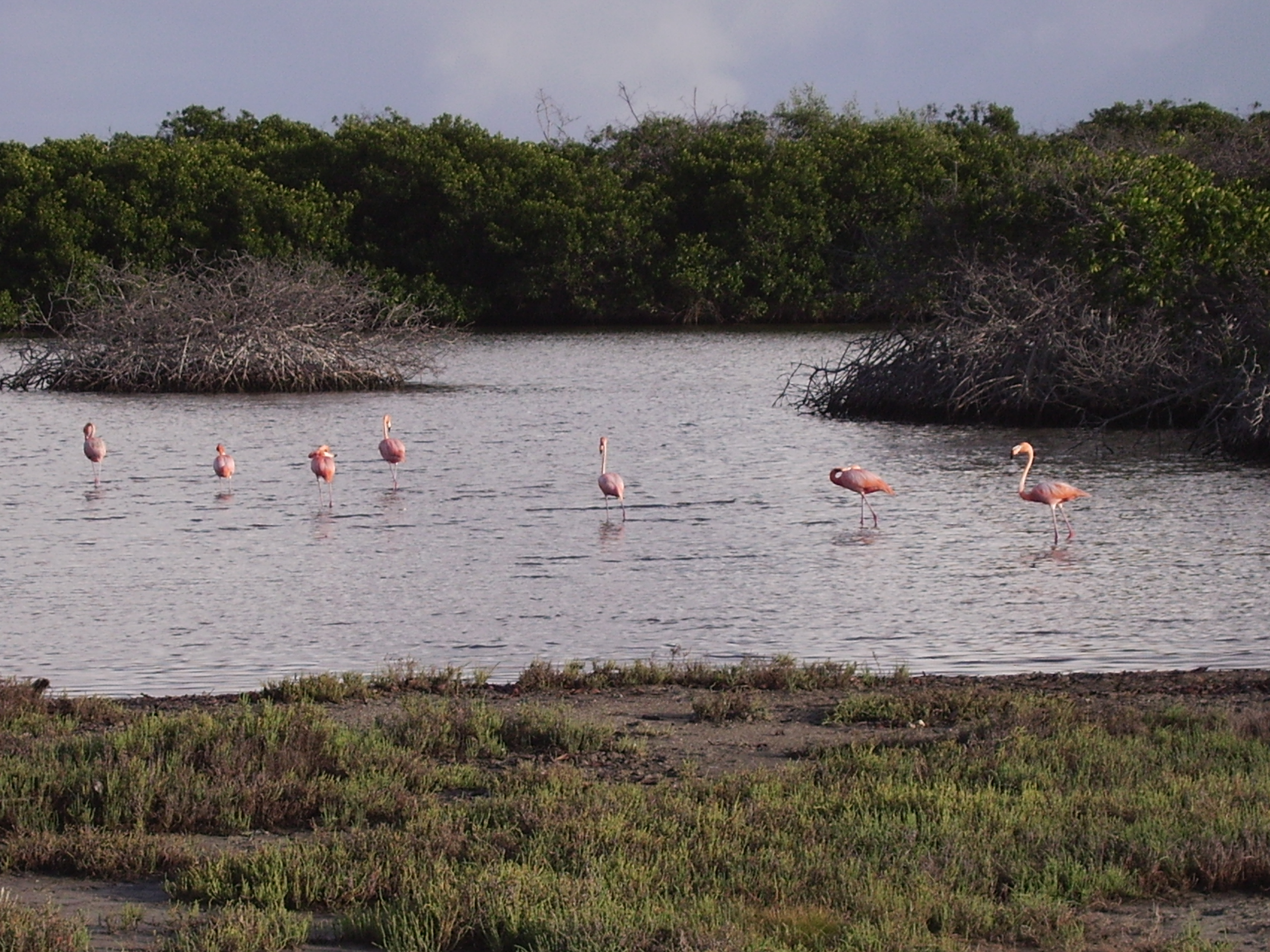
На острове Бонайре

## Питание

### Рацион
Рацион красного фламинго довольно разнообразен. Пища животного происхождения включает ракообразных из родов артемии (Artemia), гаммарусы (Gammarus), а также веслоногих рачков (Copepoda), моллюсков из родов Cerithidea, Cerithium, Neritina, Gemma, Macoma и семейства Cochliopidae, кольчатых червей из рода Nereis; насекомых, включая гусениц и куколок, двукрылых из родов Ephydra, хирономусы (Chironomus), Thinophilus, гребляков (Corixidae) из родов Sigara, Micronecta. Растительные корма состоят из семян или столонов болотных трав: руппии (Ruppia), камыша (Scirpus), ситника (Juncus), сыти (Cyperus). Рацион также включает синезелёные и диатомовые водоросли. Изредка собирают взрослых насекомых, в том числе жуков и муравьёв, крабов рода Dotilla, возможно, мелкую рыбу из рода карпозубиков (Cyprinodon).
Рацион меняется в зависимости от доступных кормов. Гилберт Клингель писал в 1942 году, что на Багамских Островах и на полуострове Юкатан они питаются исключительно моллюсками Cerithium. Аллен в 1956 году включал в рацион церициумы (Cerithiidae), бактерии, синезелёные и диатомовые водоросли, нематод, моллюсков, членистоногих, а также семена руппии и солероса (Salicornia), артемий, Ephydra. Дженкин в 1957 году на основе анализа желудков выделила в рационе Cerithium размером 5 × 25 мм, Artemia — 3 × 20 мм, Spirulina — 0,03 × 0,1 мм и диатомовые водоросли — 0,02 × 0,07 мм. Рут в 1965 году отмечал в рационе в первую очередь Ephydra gracilis, но также Cerithium minimum, Cerithidea costata, Artemia salina. При исследовании желудков птиц на острове Бонайре, помимо частиц средним размером 0,5 мм × 11 мм, что согласуется с другими наблюдениями, им были обнаружены отдельные частицы размером 11 мм × 6 мм × 6 мм, которые теоретически не должны пройти через клюв.
Рацион красного фламинго в неволе также варьирует. Он может включать рачков, варёный рис и печень трески; семена Cyperus, Medicago, Juncus, Lesia и Papilionaceae размером 2—4 мм; сушёных креветок, люцерну и перец. Красному фламинго требуется около 270 г пищи в день, или 10 % от массы тела, что составляет около 32 тысяч куколок Ephydra.
Красный фламинго способен усваивать цианобактерии и диатомовые водоросли, которые он получает из илистых отложений. В 1953 году около тысячи молодых птиц, ещё не способных летать, долго оставались в лагуне Инагуа в южной части Багамских Островов, которую не могли покинуть и продолжали питаться илом. Исследователи отметили, что в некоторые сезоны в местах обитания фламинго органические вещества, и в первую очередь бактерии, формируют значительную часть общей массы ила. В Инагуа органические вещества составляли 85,87—91,88 % массы отложений в марте, 8,07—18,15 % — в июне, на Кубе — примерно 40,43 %. Синезелёных водорослей в этой массе больше, чем диатомовых, они относятся к восьми родам — хроококк (Chroococcus), Oscillatoria, Gleotheca, Spirulina, Microcoleus, Gloeocapsa, Lyngbya, Arthrospira. Кроме того, в илистых отложениях были обнаружены простейшие: фораминиферы и инфузории. По мнению Рута, способность красного фламинго поглощать питательные вещества из илистых отложений связана с длиной пищеварительного тракта, которая составляет у взрослых птиц 3—3,7 м. Он рассуждал, что эффективность поглощения питательных веществ должна составлять 50—100 %, иначе, чтобы получить 270 г корма в день, птицам требуется поглощать илистых отложений намного больше своей массы.
В середине XX века американские учёные полагали, что красный фламинго питается исключительно представителями рода Cerithium, его относили к монофагам. Клингель писал в 1942 году, что без Cerithium фламинго, вероятно, бы перестали существовать (англ. without ceritiums flamingos would probably cease to exist). Дженкин утверждала, что птицы являются монофагами в определённых биотопах, в которых отсутствует другая подходящая пища. Cerithium в Америке может достигать длины 25 мм, оставаясь не более 5 мм в диаметре. Он заметно крупнее родственных Tympanotonos и Cochliopidae.
Во время добычи пищи через клюв красного фламинго на острове Бонайре проходит много воды с большим количеством хлора (до 72,7 г хлора на литр). По-видимому, птицы при этом не пьют воду, предпочитая для питья морскую воду, содержащую лишь 20 г хлора на литр. В этой же воде они купаются и чистят перья.

### Добывание корма

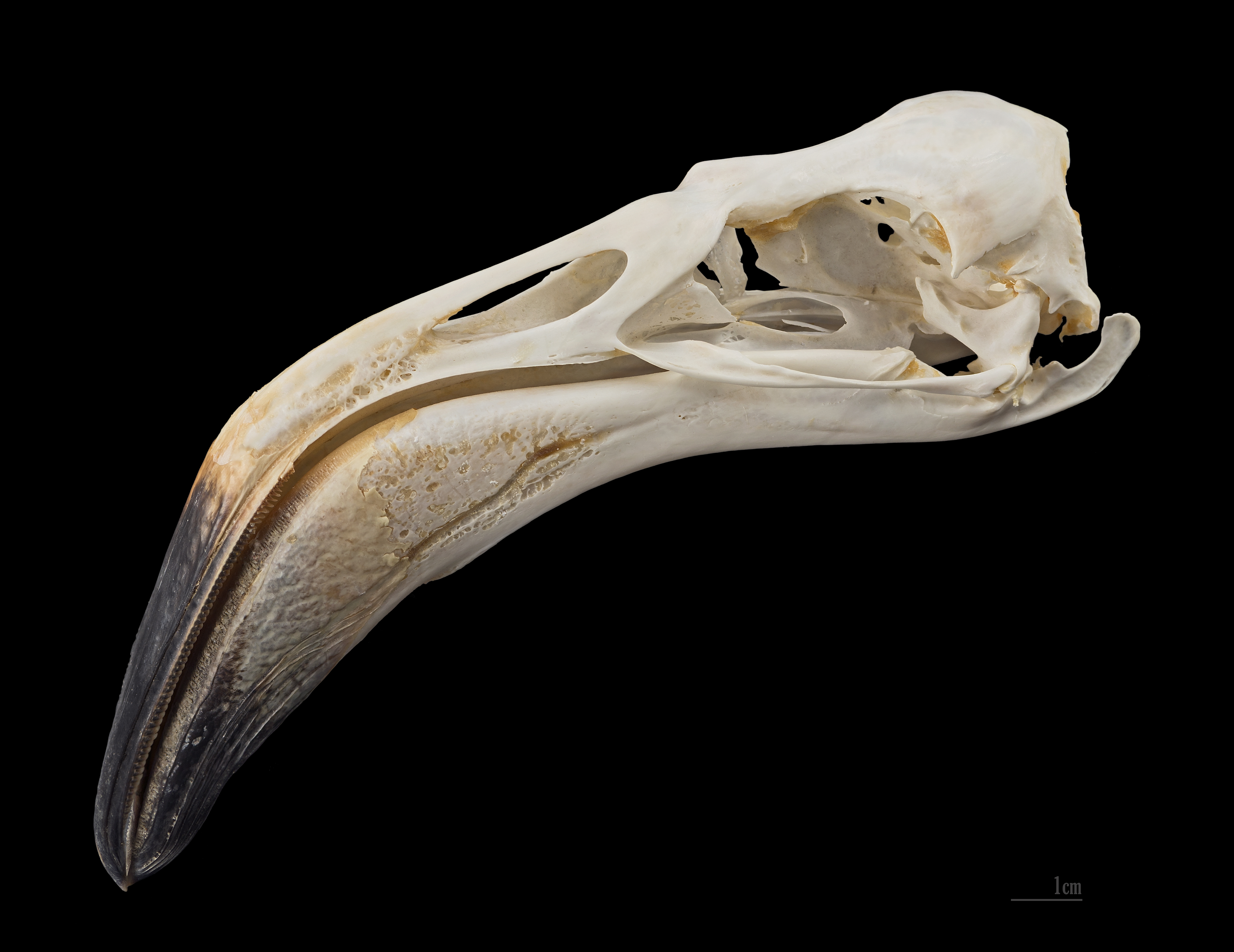
Череп красного фламинго

Гарт Зверс (Gart Zweers) с соавторами в 1995 году выделили четыре фазы кормления: движение головой, сбор пищи, доставка пищи в глотку и само глотание. Каждая фаза связана с особыми движениями надклювья, подклювья и языка.
У крупных видов семейства, в том числе у красного фламинго, надклювье и подклювье имеют почти одинаковую ширину (иногда верхняя часть клюва немного шире). В закрытом виде небольшое пространство остаётся по сторонам клюва. По краям клюва расположены пластинки, которые широко расставлены и позволяют фильтровать крупную пищу. Расстояние между ними не превышает 0,5 мм по всей длине клюва, кроме кончика, где оно может достигать 3 мм. Фламинго регулируют размеры зазора между челюстями при втягивании пищи, из-за изогнутого клюва границы надклювья и подклювья почти параллельны по всей длине. Максимальное расстояние, на которое красный фламинго может раскрывать клюв, составляет 3 мм. Нижнюю челюсть при этом фламинго держат неподвижно, а двигают верхней челюстью, что отличает этот вид птиц от многих других. Таким образом, по оценкам Зверса с соавторами, красный фламинго через закрытый клюв может пропускать частицы размером 2 × 1,5 мм через конец клюва, 2 × 0,7 мм в месте перегиба и ещё меньше выше в основании. При открытии клюва фламинго фильтруют пищу диаметром 1—4 мм. По мнению Дженкин, в закрытый клюв могут попадать частицы диаметром 3—5 мм, а в открытый — 4—6 мм.
Американский орнитолог Фрэнк Чепмен описал приём пищи красного фламинго как быстрое движение надклювья, создающее потоки воды по сторонам клюва, которая вместе с пищей затекает в рот. Он наблюдал движения клюва на малой глубине, когда клюв не погружён в воду полностью. Фламинго двигают языком вперёд-назад и используют его как насос, пропуская большой объём воды и пищи. В отличие от гусеобразных, у которых происходит втягивание пищи через кончик клюва и отсеивание изо рта по сторонам клюва, красный фламинго использует стороны клюва и для втягивания пищи, и для выпускания излишков. Во время выталкивания воды через закрытый клюв вместе с ней выходят мелкие частицы размером до 0,5 мм. При вкачивании воды через закрытый клюв частицы такого размера даже не попадают в глотку.
Представители рода фламинго — красный, розовый и чилийский (Phoenicopterus chilensis) — топчутся по поверхности, поднимая таким образом со дна потенциальную добычу, чаще других ныряют за пищей. При этом не наблюдалось, чтобы фламинго кормились и плыли одновременно. Красный фламинго обычно питается на большей глубине по сравнению с другими фламинговыми: в воду зачастую погружены голова и большая часть шеи; и лишь изредка они ищут корм на поверхности, как это делает малый фламинго. Из-за того, что красные фламинго поглощают корм со дна, включая нырки в воду, они могут использовать разные методы добычи пропитания. Во время наблюдений на острове Бонайре Рут насчитал семь различных способов добычи пищи, при которых птицы находят различные виды корма при разной глубине водоёма, по-разному двигают телом в целом и клювом в частности. Во время одного из них — нырка в воду с вытягиванием шеи — птицы могут доставать со дна пищу на глубине 90 см для самок или 105 см для самцов, в то время как другой — небольшие пробежки с прямым, а не перевёрнутым, положением клюва в воде — характерен для очень мелкого водоёма глубиной 1—15 см. В тех ситуациях, когда красный фламинго питается илом, его след может долгое время оставаться на поверхности. Ветер или приливы не оказывают такого сильного влияния на кормление, как, например, у малого фламинго, который питается с поверхности.
Обычно фламинго питаются ранним утром, в конце дня или ночью. Ночное кормление даёт дополнительные калории, позволяет избежать полуденной жары и оставляет время на отдых и чистку перьев в середине дня. По оценкам Рут, на острове Бонайре красные фламинго тратят на поиск пищи около 12 часов в день.

Питание красного фламинго
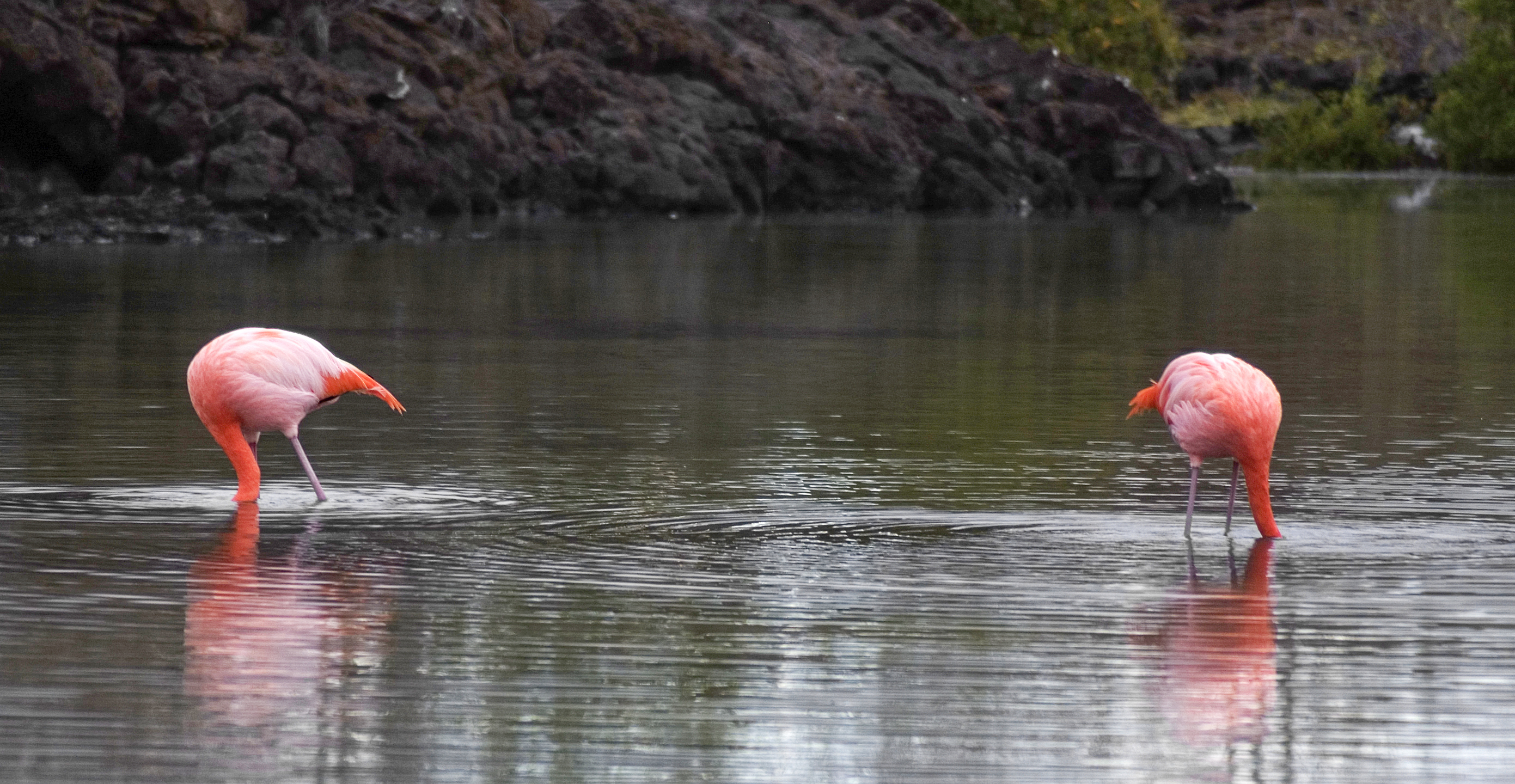
На Галапагосских островах
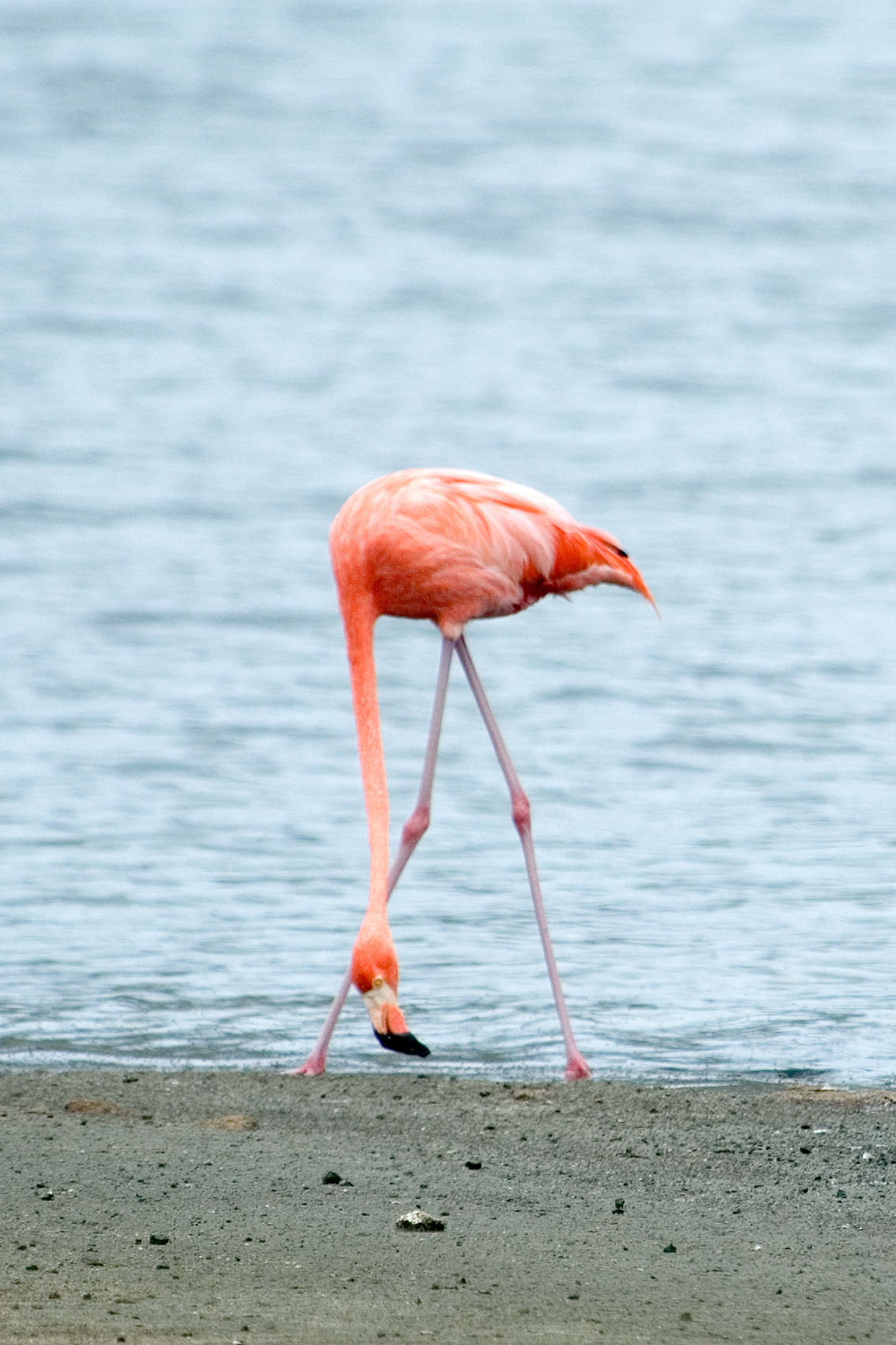
На острове Бонайре
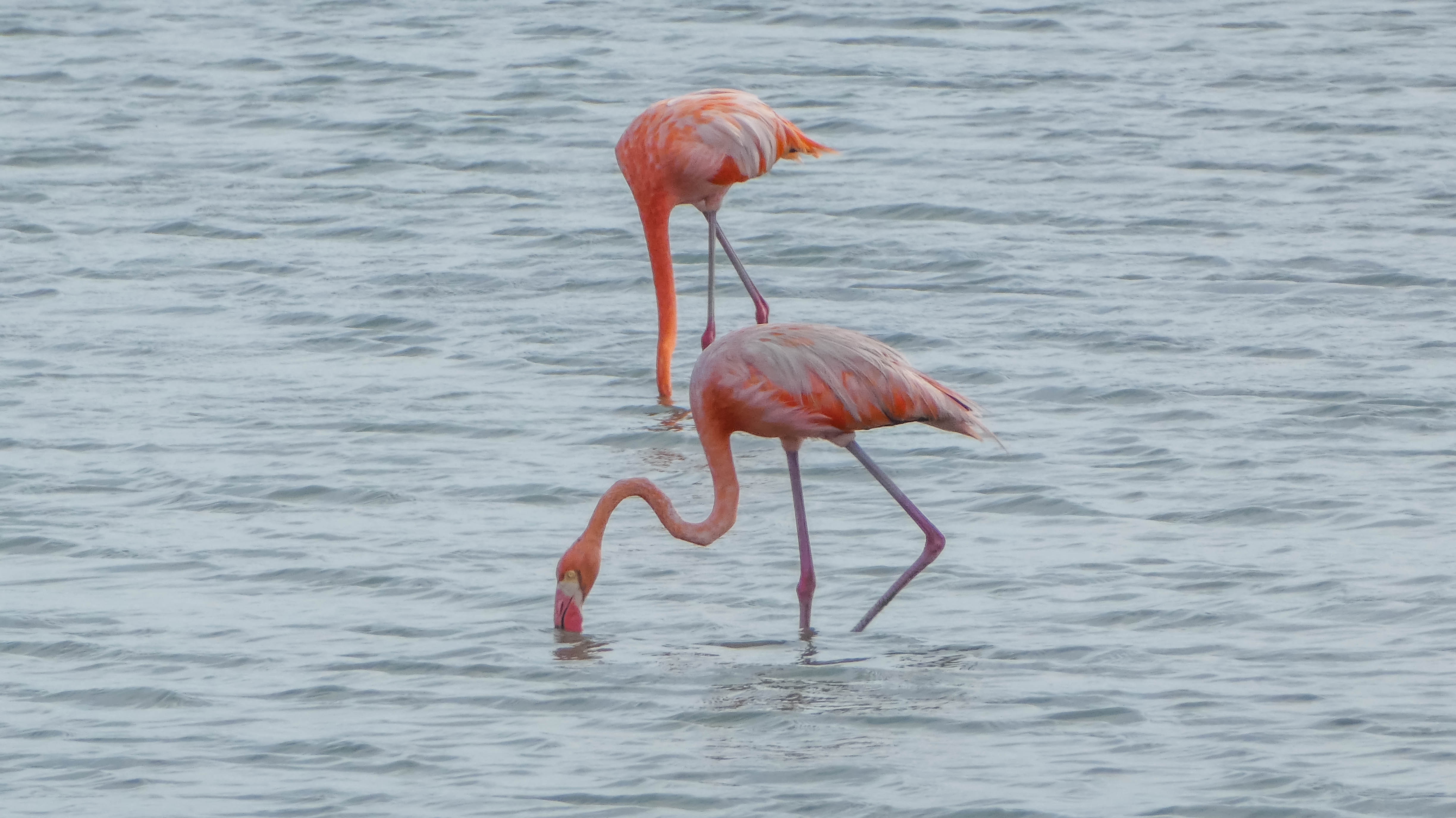
На Кюрасао

## Размножение

### Брачное поведение
Приступая к размножению, красный фламинго ориентируется на состояние окружающей среды — в первую очередь на глубину водоёма, которая, в свою очередь, может зависеть от количества осадков. В Мексике птицы откладывают яйца чаще всего в мае, на Багамских Островах — в марте — июне. На острове Бонайре брачный сезон не затрагивает только сентябрь, октябрь и ноябрь. В зоопарках Северной Америки гнездование приходится на летние месяцы. Птенцы обычно вылупляются в мае — июле, реже — в апреле или августе.
Красные фламинго, как и другие фламинговые, размножаются в больших колониях. Лишь птицы с Галапагосских островов могут откладывать яйца небольшими группами, состоящими из 3—50 пар. Ранее на острове Гаити красные фламинго устраивали колонии в Доминиканской Республике — на озёрах Энрикильо, Овиедо и Лимон (Limón), в государстве Гаити — на озёрах Гонаив и Соматр, а также в заливе Фор-Либерте. Последние известные попытки вывести потомство в Гаити относятся к 1928 году, в Доминиканской Республике — к концу 1970-х. Ещё одна попытка была предпринята в 2007 году, но потревоженные местными рыбаками птицы так и не приступили к кладке яиц. Аллен отмечал, что даже через несколько лет после того, как фламинго покинули гнездовую колонию, на месте её расположения можно было обнаружить характерные остатки гнёзд (отсутствие таковых во Флориде может означать, что птицы никогда не устраивали колоний на полуострове). Орнитолог полагает, что отсутствие колоний может быть связано с наличием достаточно крупных наземных хищников, в первую очередь енотов. По его мнению, отсутствие гнёзд на острове Гаити связано с появлением на нём малых мангустов (Urva auropunctata). На острове Бонайре известно три колонии: Слагбаай, Гото (Goto) и Пелкермир. Численность последней в 1959—1960 годы достигала трёх тысяч особей. В 2003 году в заповеднике Рио-Максимо на Кубе гнездовая колония состояла из 50 тысяч пар. В настоящее время одна из наиболее крупных гнездовых колоний красного фламинго находится на острове Инагуа. Предположительно, многие птицы с других Багамских островов появились на свет в этой колонии.
Размножение синхронизировано, чему способствуют брачное поведение и близость соседних гнёзд. В одной колонии друг за другом может проходить несколько волн, продлевая сезон на несколько месяцев. Несмотря на создание колоний, красные фламинго сохраняют личное пространство, которое не связано с близостью гнезда или кормовых территорий. При нарушении этого пространства птицы демонстрируют агрессивное поведение, нападая на соперника, пытаясь ухватить его за клюв и в то же время увернуться от его клюва, изгибая шею под всевозможными углами.
Красные фламинго на Бонайре обычно начинают брачный танец с потягивания шеи, после чего самец и самка ходят вокруг друг друга, полностью вытягивают шеи и поднимают клювы вверх. В такой позе красные фламинго массово «маршируют», синхронно поворачиваются и громко гогочут в течение нескольких минут. Во время ритуала птицы могут замирать в одной позе на 2—4 секунды, распускать крылья, демонстрируя контраст между красными и чёрными перьями, имитировать чистку перьев. Время от времени движения брачного танца ускоряются, меняя позу почти каждую секунду. Одним из дополнительных элементов брачного ритуала, который исполняют птицы только этого вида, является ложное кормление. Во время этого ритуала птицы наклоняют вперёд шею и делают характерное движение челюстями. Только полностью окрашенные птицы — как самцы, так и самки — вступают в брачный танец. Участие в брачных ритуалах сообщает о незанятости и позволяет встретиться с потенциальным партнёром. На острове Бонайре пик брачных представлений приходится на 9—10 и 16—17 часов. После формирования пары птицы остаются вместе во время приёма пищи и отдыха. Некоторые самцы в зоопарке Нового Орлеана пытаются размножаться в возрасте двух лет, однако до трёхлетнего возраста ещё остаются фертильными. Самки начинают откладывать яйца в возрасте трёх лет.
Копуляция может проходить как на большой, так и на малой глубине. Предположение о том, что большая глубина водоёма позволяет самкам легче принять на себя вес самца не подтверждается наблюдениями на Бонайре, где копуляция происходила, в том числе, на глубине до 5 см. Процесс продолжается в среднем 6 секунд, во время которого самка преимущественно держит голову под водой, а самец забирается на неё, обхватив её лапами поверх крыльев и периодически взмахивая крыльями для удержания равновесия. Брачные танцы красного фламинго начинаются за 7—8 недель до кладки яиц, копуляция происходит за 4—6 недель.

Брачный танец красного фламинго в дельте Селестуна в Мексике
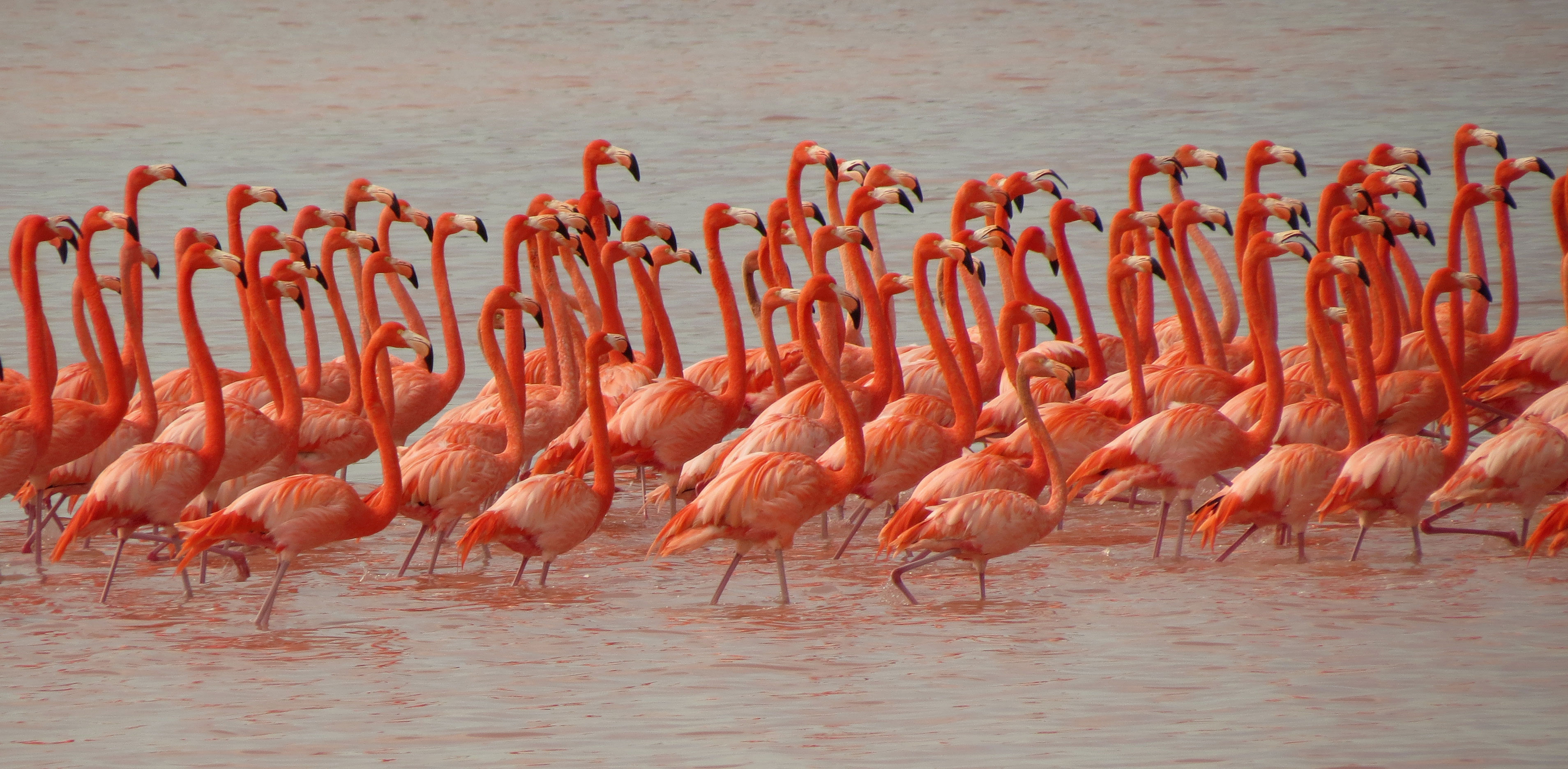
Марш
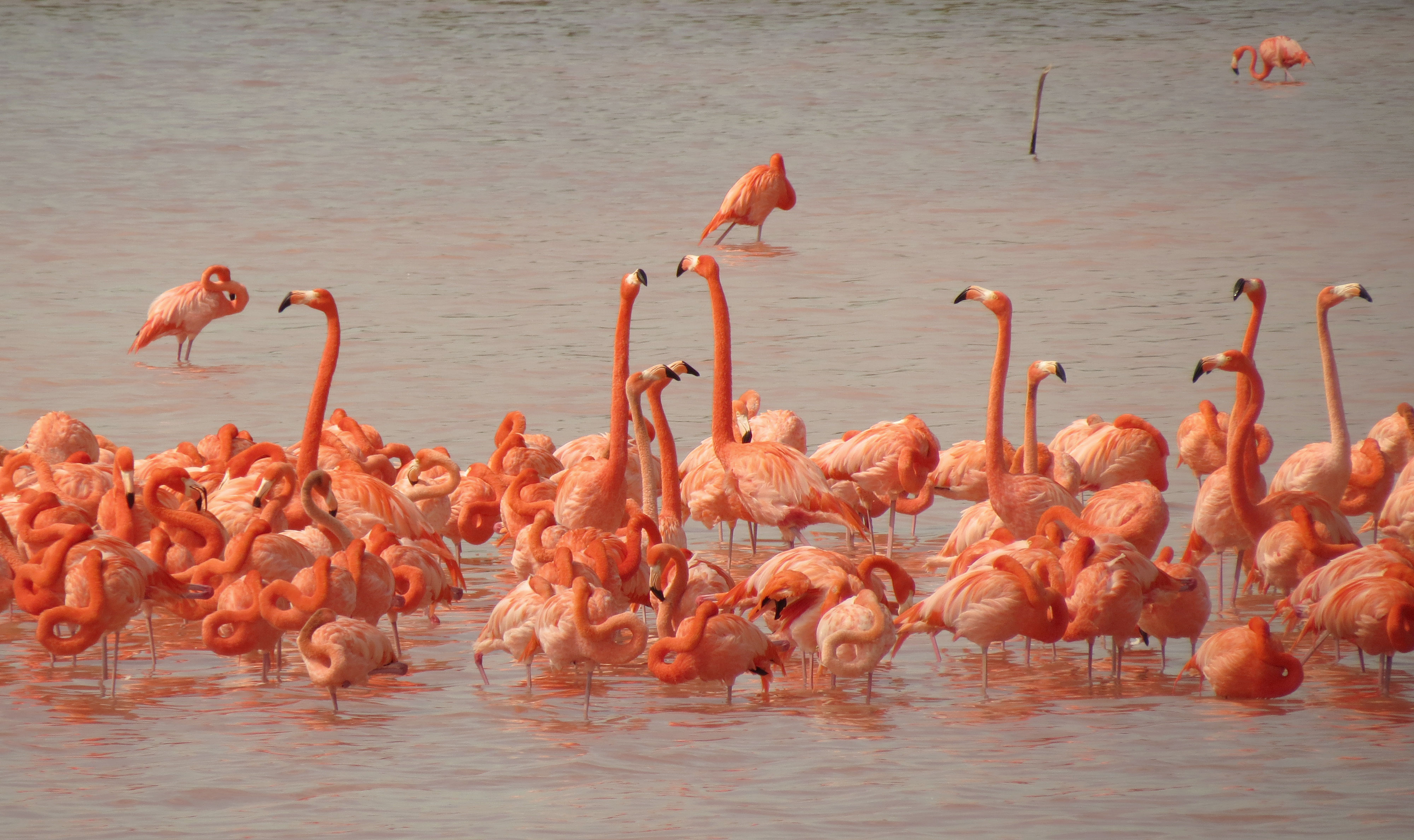
Чистка перьев

### Гнёзда и яйца

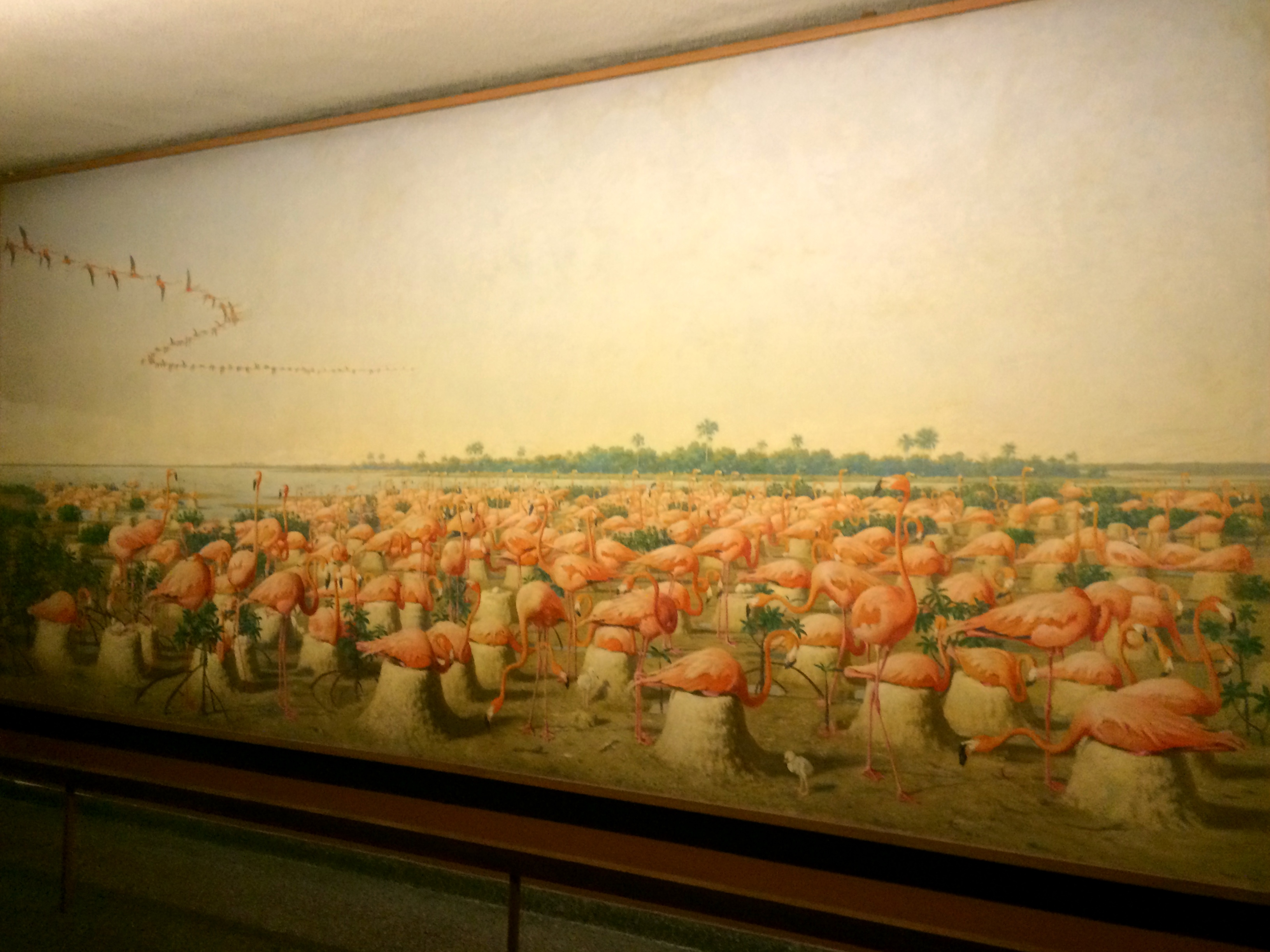
Mural of Flamingo Nesting Grounds Луи Агассиса в Американском музее естественной истории

На илистых отмелях или островах птицы строят гнёзда, которые представляют собой усечённые конусы из грязи с небольшим углублением на вершине. Галапагосская популяция красного фламинго размножается на голых скалистых островах, строя гнёзда преимущественно из камней. В основном птицы занимаются строительством гнезда ранним утром, при этом самцы и самки сменяют друг друга, загребая закрытым клювом грязь для постройки. Они могут вставать на будущее гнездо и утрамбовывать его лапами, либо расставлять ноги с разных сторон от гнезда, дополнительно прессуя гнездо клювом. Иногда птицы подправляют прошлогодние гнёзда. На острове Бонайре Рут и другие исследователи отмечали гнёзда, которые за полтора года использовались четыре раза. Чепмен полагал, что гнездо используется только один раз.
Высота гнезда на острове Бонайре достигала 37 см, диаметр в верхней части — 35 см. На каменистых поверхностях высота гнезда заметно меньше. При повышении уровня воды фламинго не пытаются достроить уже готовое гнездо, что приводит к фатальным последствиям. Углубление вверху гнезда очень небольшое, глубиной несколько сантиметров. Иногда в нём находятся перья, остатки скорлупы или мёртвые птенцы предыдущих выводков. В старых колониях строительство гнезда продолжается до 15 дней, в новых может достигать 24 дней.
Птицы чаще всего откладывают одно, реже — два яйца. Инкубация продолжается 27—31 день. Яйца галапагосских красных фламинго мельче яиц карибских. Многочисленные исследования яиц особей с Карибского моря в 1926—1975 годы приводят средние размеры в интервале 82,4—104,0 на 49,0—59,4 мм, объём — 130,9—150,8 см³. Яйца галапагосских птиц на основе исследований, опубликованных в 2014 году, имеют в среднем размеры 88,1 × 51,5 мм, объём 119,4 см³.
Красный фламинго насиживает яйцо 28—30 дней. Самец и самка сидят поочерёдно, обычно сменяясь утром и вечером. Чтобы усесться на гнездо, фламинго встаёт на его край, а затем опускается, сгибая ноги. При этом из-за большой длины ног, их невозможно спрятать под телом, и они остаются заметны наблюдателю. Чтобы встать с гнезда, фламинго обычно использует клюв в качестве третьей точки опоры. Будучи на гнезде, красные фламинго могут пить воду, если солёность позволяет, и питаться, наклоняя шею, а также дополнительно укреплять гнездо. Кроме того, птицы продолжают демонстрировать агрессию по отношению к соседним птицам. Рут полагал, что агрессия красного фламинго заметно превышает таковую у розового, так как плотность гнёзд на Камарге в Испании значительно выше. В колониях красного фламинго редко встречается больше одного гнезда на квадратный метр. Учёный сравнивал фламинго с пестроносой (Sterna sandvicensis), речной (Sterna hirundo) и малой (Sterna albifrons) крачками, у которых наблюдается схожая зависимость плотности гнёзд от внутривидовой агрессивности.

### Птенцы
Процесс появления птенцов на свет занимает около часа. По наблюдениям в зоопарке Нового Орлеана, только что вылупившиеся птенцы покрыты пухом, цвет которого варьирует от полностью белого до белого со светло-серыми пятнами на спине и шее либо полностью серого. Клюв всегда окрашен в розоватый или розовый цвет. Кончик клюва серый — как на подклювье, так и на надклювье, занимает примерно половину расстояния до перегиба. Яйцевой зуб беловатый или желтоватый. Вокруг тёмно-коричневого глаза имеется светло-серое кольцо неоперённой кожи. Кожа между клювом и глазом светло-розовая, светлее клюва. В такой же светло-розовый или розовый цвет окрашены оставшиеся участки кожи. Лапы равномерно розовые; на запястном суставе имеются шпоры. Птенцы остаются в гнезде от одного до четырёх дней. После этого срока они покидают его, но могут забраться обратно, цепляясь клювом и лапами. Взрослые птицы узнают своих птенцов, в то время как птенцы не распознают ни своих родителей, ни гнезда.
Кормление только что вылупившихся птенцов происходит очень часто, за 5 минут родители успевают покормить птенца до семи раз. Продолжительность каждого отдельного кормления составляет 5—15 секунд. Однако такая частота кормления быстро снижается. С двух месяцев птенцов кормят один раз в несколько дней, при этом продолжительность кормления в шестимесячном возрасте составляет 8—12 минут и продолжает увеличиваться по мере взросления.
К 25-му дню ноги птенцов приобретают тёмно-серый цвет, при этом суставы темнеют быстрее. Клюв меняет цвет на бело-серый. Пух остаётся беловатым, хотя становится заметен второй пуховой наряд, который птенец приобретает к 35-му дню. Пуховые перья второго оперения прикреплены к перьям первого и выталкивают их. В это время голова птенцов покрывается серыми пятнами, с наиболее тёмным оттенком у основания клюва, что дополнительно выделяется на фоне остального очень светлого оперения. Первостепенные перья всё ещё отсутствуют, а второстепенные лишь проклюнулись. Клюв окрашен в тёмно-серый от кончика до перегиба и в беловатый в верхней части; угол в месте сгиба составляет около 15 %. В возрасте 4—6 недель птенцы могут уходить от колонии на расстояние до нескольких сотен метров. За «яслями» следят взрослые птицы. Поначалу на одного взрослого приходится десять птенцов, со временем это число может превышать сотню.
В возрасте 2—6 месяцев второй пуховой наряд птенцов постепенно сменяется контурными перьями. Первыми появляются перья на лице и плечах, за ними происходит смена перьев груди, брюха и подхвостья, после чего сменяются перья шеи и оставшиеся перья головы. Птенцы начинают летать в возрасте 65—90 дней. К четырём месяцам смена контурных перьев завершается, при этом третьестепенные маховые перья остаются короче, чем у взрослых птиц. К восьми месяцам тёмное пятно на кончике клюва занимает такую же площадь, что и у взрослых птиц, и со временем лишь темнеет. К девяти месяцам стабилизируется окрас ног. Цвет глаз сменяется на светло-жёлтый в возрасте 13—20 месяцев (обычно это изменение происходит довольно быстро в 14—16 месяцев). К 36 месяцам, пройдя ещё несколько циклов линьки, птицы приобретают взрослое оперение, теряя все перья ювенального наряда. Ранние исследования варьируют появление взрослого оперения от одного года до 5—6 лет.
Красный фламинго первым среди представителей семейства произвёл потомство в условиях неволи. Сначала в 1937 году в парке в Хайалиа во Флориде пара высидела яйцо, однако птенец умер через две недели. В 1942 году там же была задокументирована первая успешная попытка. Большие сложности для размножения в неволе представляет размер стаи: группа должна состоять не менее чем из 10 особей, желательно — более 40.

Размножение красного фламинго
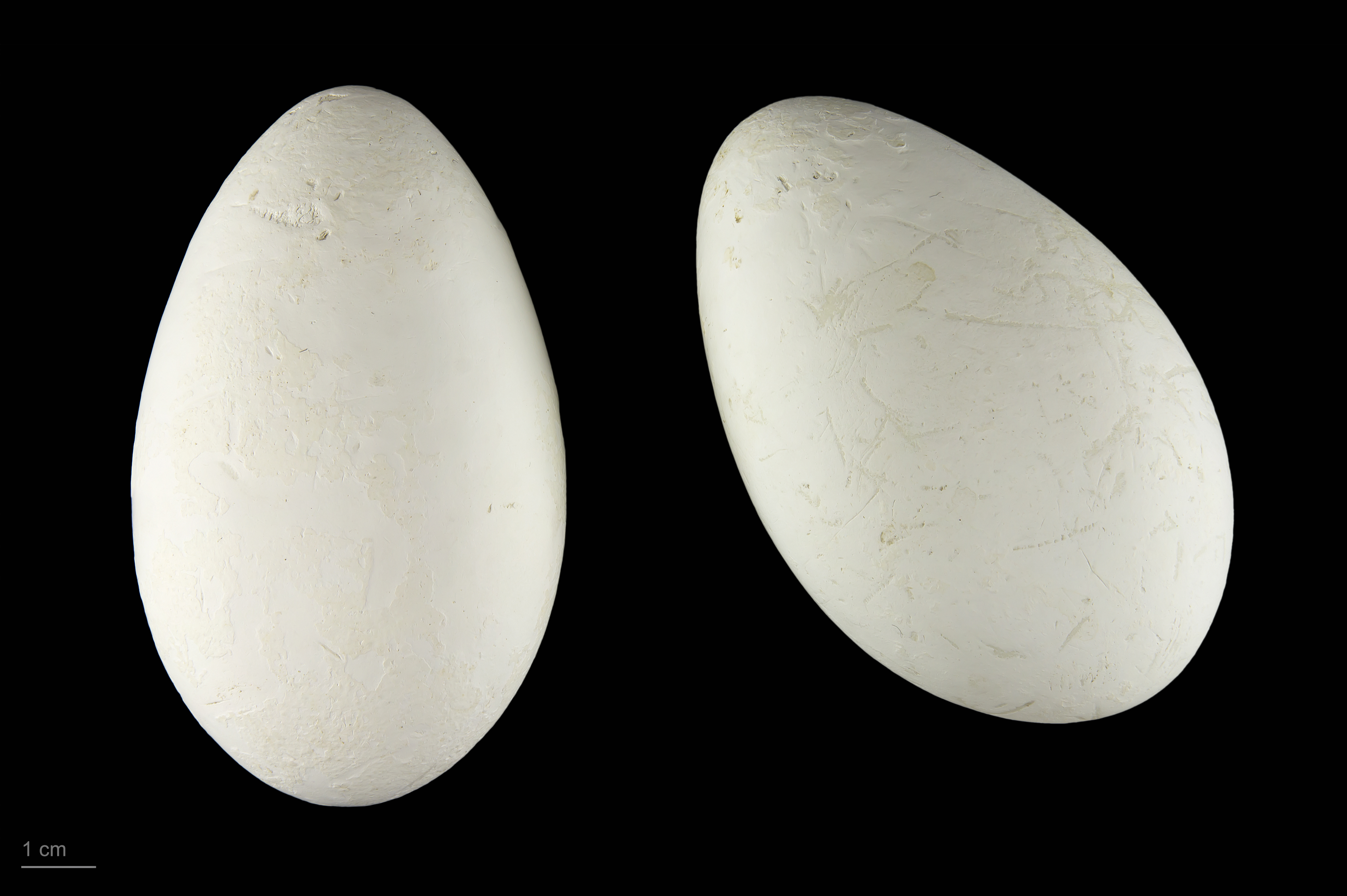
Яйца в Тулузском музее
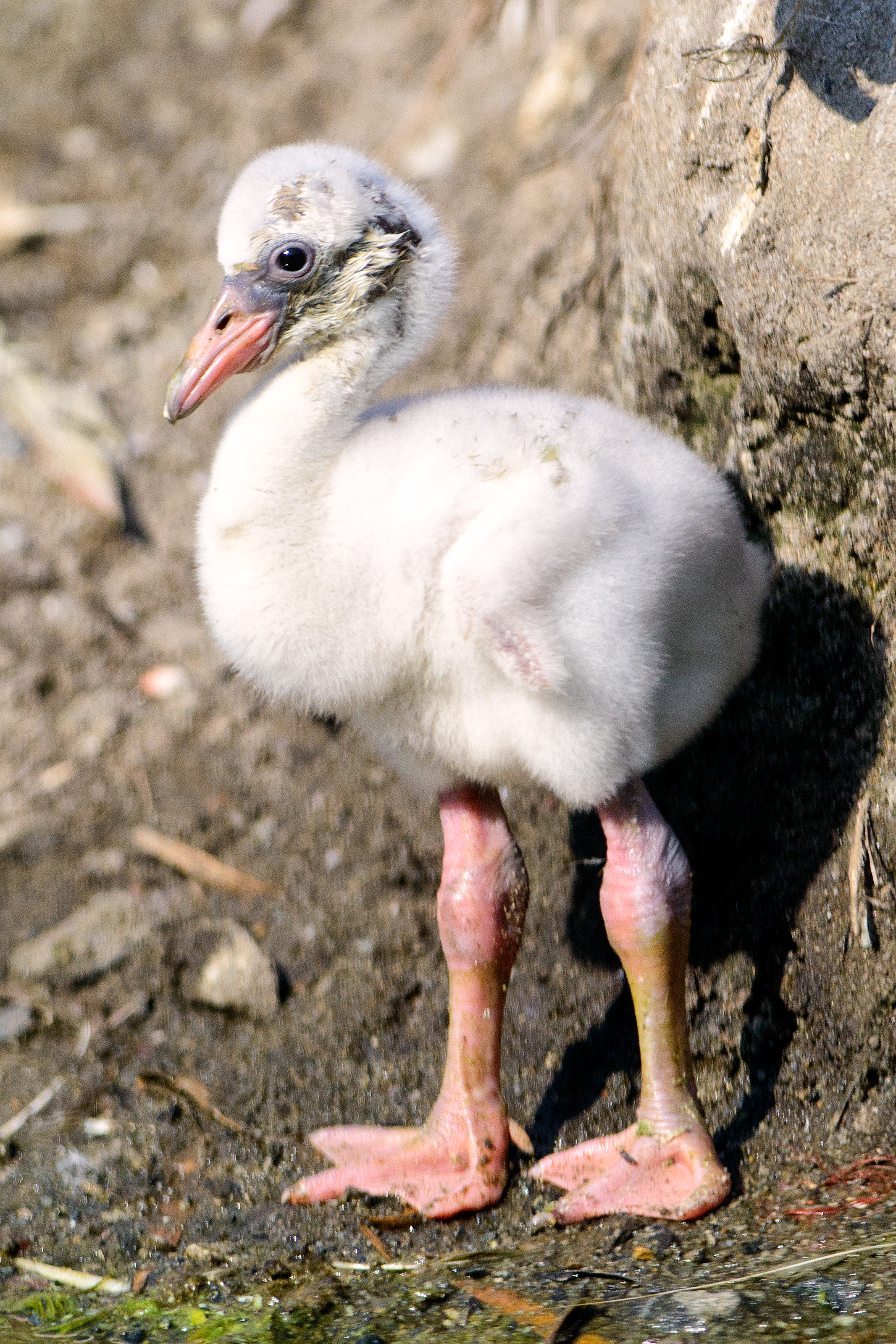
Птенец в белом пуховом наряде
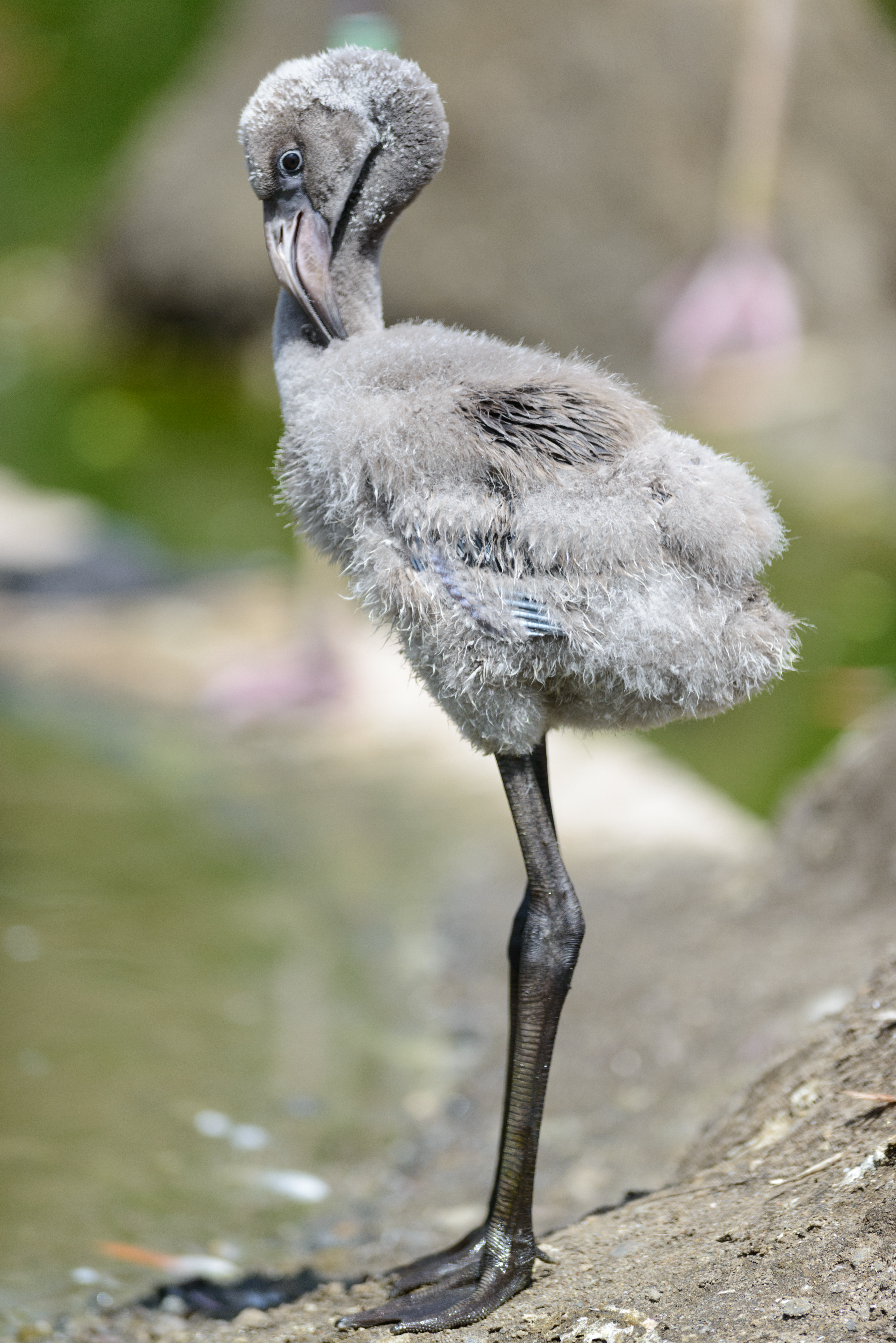
Птенец в сером пуховом наряде
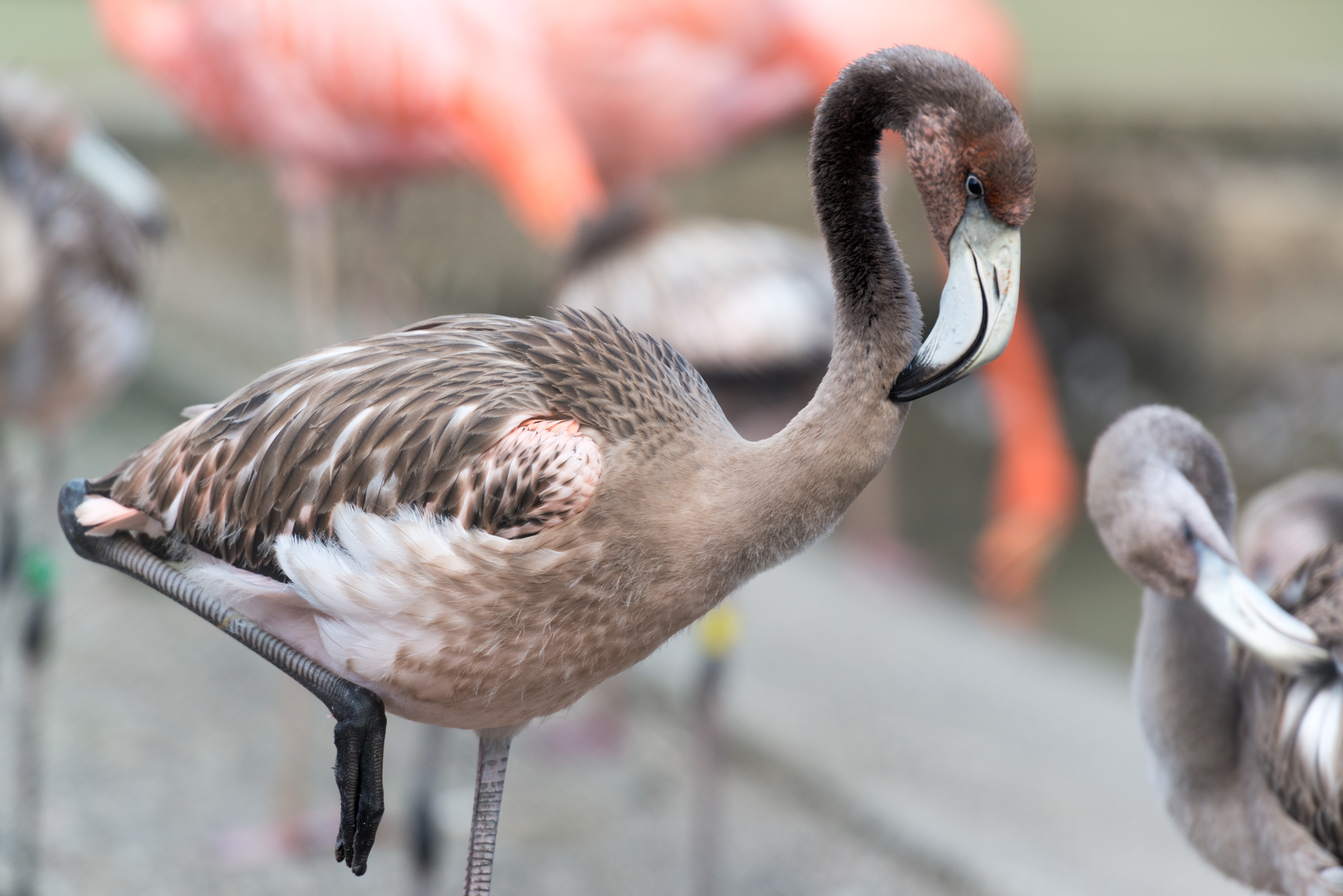
Молодая птица

### Успех размножения и выживаемость
Данные об успешности размножения красного фламинго обрывочны. Согласно исследованиям Рут, в 1959—1960 годы на Бонайре 2458 пар вывели 1817 птенцов, то есть размножение закончилось успешно в 73 % случаев. При этом лишь в 6 % случаев неудача была связана с гибелью уже вылупившихся птенцов. На полуострове Юкатан в отдельные сезоны доля вылупившихся и благополучно оперившихся птенцов достигала 94,6 %. Вместе с тем затопление гнездовой колонии может привести к полной потере кладок у всей гнездовой колонии, как это случилось на острове Бонайре в 1966 году. 7 сентября 2008 года ураган Айк прошёл по лагуне Инагуа на Багамских Островах, когда фламинго уже успели вывести птенцов и покинули остров. На следующий день ураган достиг заповедника в районе реки Максимо (Rio Maximo) на Кубе, где многие птенцы ещё не встали на крыло, а взрослые птицы продолжали насиживать яйца. В результате тысячи птиц погибли.
Ежемесячный учёт сформированных пар, птенцов и взрослых птиц ведётся на острове Бонайре с 1981 года, однако анализ этих данных не проводился и не публиковался. Регулярный учёт птиц происходит в Мексике с начала 2000-х годов, но анализ этих данных также отсутствует.

## Систематика
Первое упоминание красного фламинго появилось в середине XVI века в описаниях путешествий Джона Хокинса. Очевидец наблюдал птицу на побережье Флориды в конце июля 1565 года. Другие случаи наблюдения в Новом Свете сохранились в работах путешественников Джоннаса де Лаета (1640), Шарля де Рошфора (1658), Жана-Баптиста дю Тертре (1667), Уильяма Дампира (1697). В те годы, когда ещё отсутствовала научная систематика, фламинго Старого и Нового Света считались одной и той же птицей. Учёные в первую очередь уделяли внимание анатомическим особенностям строения птицы и лишь затем особенностям оперения и линьки. Как вид фламинго был описан шведским натуралистом Карлом Линнеем в десятом издании «Системы природы» в 1758 году. Первым разницу в оперении розового и красного фламинго отметил Конрад Якоб Темминк в своих работах 1820—1840 годов, он же предложил разделить вид на два: Phoenicopterus ruber и Phoenicopterus antiquorum. В 1869 году Грей выделил красного фламинго в отдельный род Phoenicorodias; фламинго с Галапагосских островов он рассматривал как отдельный вид Phoenicopterus glyphorhynchus. Названия всех родов фламинго связаны с древнегреческим корнем φοῖνιξ — «багровый». В Древней Греции краснокрылые птицы получили название по имени финикийцев, с которыми греков связывали торговые отношения. Phoenicopterus в буквальном переводе означает «огненнокрыл»: др.-греч. φοῖνιξ — «багровый», πτερόν — «крыло».
Современные виды семейства фламинго можно разделить на две группы на основе строения клюва. У птиц рода фламинго (Phoenicopterus) наблюдается примитивное строение, при котором надклювье имеет одинаковую ширину с нижней челюстью или немного шире, оставляя небольшое пространство в закрытом состоянии, которое позволяет фильтровать крупные частицы, в частности, моллюсков и ракообразных. Представители родов малые фламинго (Phoeniconaias) и короткоклювые фламинго (Phoenicoparrus) имеют более специализированный кормовой аппарат, у них надклювье заметно у́же подклювья и плотно прилегает к нему, что позволяет фильтровать более мелкие частицы, в основном синезелёные и диатомовые водоросли.
Согласно молекулярным исследованиям Торреса и соавторов 2014 года, краун-группа семейства, скорее всего, сформировалась уже в плиоцене 3,0—6,5 млн лет назад. Разделение по строению клюва произошло в плиоцене или раннем плейстоцене 1,7—3,9 млн лет назад. Дальнейшее разделение красных и розовых фламинго — 0,9—1,5 млн лет назад. Опубликованные в том же году исследования Роберто Карлоса Фриас-Солера (Roberto Carlos Frias-Soler) и соавторов утверждают, что разделение красных и розовых произошло 0,7—1 млн лет назад, а географическая изоляция красных фламинго с Галапагосских островов — 70—350 тысяч лет назад.
Количество общих микросателлитных аллелей в двух разобщённых популяциях красного фламинго составляет лишь 39,3 %. На Галапагосских островах обитает наибольшее количество эндемичных морских птиц, для которых обычно характерна продолжительная миграция. Помимо красного фламинго, учёные отмечают генетические отличия птиц с Галапагосских островов по сравнению с другими частями ареала у популяций великолепного фрегата (Fregata magnificens) и насканской олуши (Sula granti). Генетические различия, меньшие размеры тела и яиц, а также разница в половом диморфизме между галапагосскими и карибскими американскими фламинго связаны в первую очередь с географической изоляцией, так как галапагосские птицы отделены от других представителей семейства на две тысячи километров. При этом учёные отмечают, что молекулярные исследования проводились на основе генетического материала с Кубы. Большее количество данных, особенно с более близких к Галапагосским островам колоний в Венесуэле и Колумбии, может показать другие результаты.

## Взаимодействие с человеком
Одним из самых известных изображений красного фламинго является сделанная в 1838 году Джоном Джеймсом Одюбоном иллюстрация размером 97 × 65 см для его книги «Птицы Америки», которая по сей день является одним из самых крупных произведений искусств, посвящённых фламинго. Позднее это изображение послужило заглавной иллюстрацией к очерку американского палеонтолога Стивена Джея Гулда The Flamingo’s Smile и одноимённому сборнику его работ.
В середине XX века фламинго ассоциировался в США с отпуском во Флориде и на Карибских островах. В 1930-х годах в отеле Уолдорф-Астория был открыт Зал Фламинго, а в 1946 году в Лас-Вегасе — отель «Фламинго». Гигантские статуи фламинго, расположенные вдоль шоссе, были призваны привлечь внимание клиентов к американским мотелям. В этой обстановке в 1957 году дизайнер Union Products, Inc. Доналд Федерстон спроектировал украшение для газона в форме пары пластиковых фламинго: одна птица стояла, вытянув шею, а другая склонилась в поисках пищи. Дешёвые скульптуры быстро приобрели репутацию признаков дурного вкуса. Phoenicopterus ruber plasticus, как его иногда называют, попал в «Энциклопедию дурного вкуса» (1990), а Федерстон стал лауреатом Шнобелевской премии (1996).
На острове Бонайре название «Фламинго» получил международный аэропорт, диспетчерская вышка которого выкрашена в розовый цвет. Красный фламинго изображён на гербе Багамских Островов, в 1971 году в этой стране была выпущена монета из серебра с изображением птицы.

Фламинго и человек
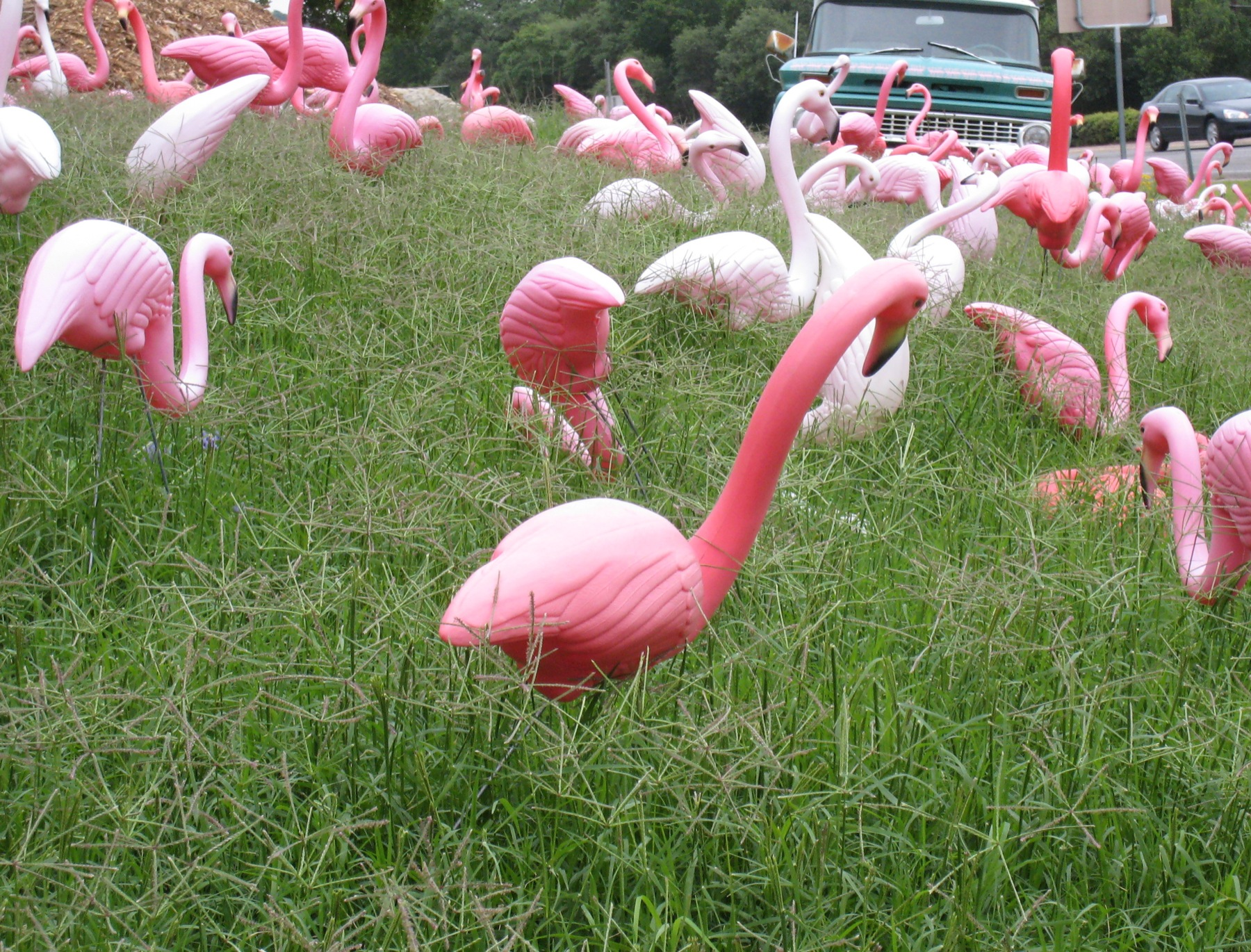
Пластиковые фламинго
Иллюстрация Одюбона
Герб Багамских Островов
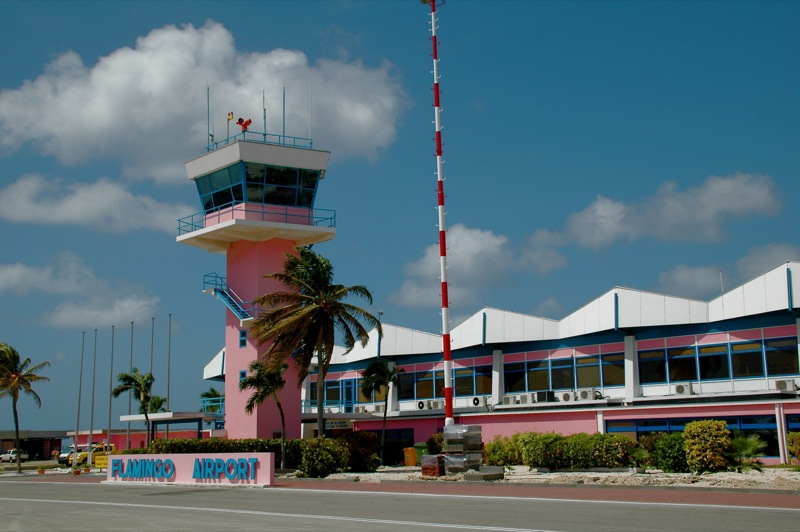
Аэропорт Фламинго
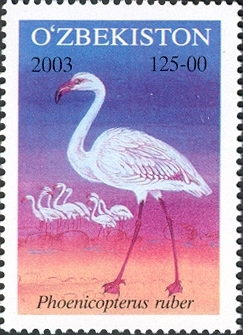
Почтовая марка Узбекистана 2003